# H.M.S. Pinafore
H.M.S. Pinafore; or, The Lass that Loved a Sailor (deutsch: ‚H.M.S. Pinafore, oder Das Mädchen, das einen Matrosen liebte‘) ist eine Operette (Originalbezeichnung: comic opera) in zwei Akten mit Musik von Arthur Sullivan nach einem Libretto von W. S. Gilbert. Die Uraufführung fand am 25. Mai 1878 im Londoner Theater Opera Comique statt. Mit insgesamt 571 Aufführungen in Serie hatte das Stück die bis dahin zweitlängste Aufführungszeit eines musikalischen Bühnenwerks. H.M.S. Pinafore war Gilbert und Sullivans vierte gemeinsame Opernproduktion, und ihr erster internationaler Erfolg.
Die Geschichte spielt an Bord des britischen Kriegsschiffes H.M.S. Pinafore. Josephine, die Tochter des Kapitäns, ist in den Matrosen Ralph Rackstraw verliebt, obwohl ihr Vater sie mit Sir Joseph Porter, dem Ersten Lord der Admiralität, vermählen will. Josephine folgt zunächst dem Willen ihres Vaters, doch nachdem Sir Joseph für die Gleichheit der Menschen plädiert hat, gestehen sich Ralph und Josephine die Liebe und planen eine heimliche Heirat. Der Kapitän erfährt von diesem Plan, aber wie in vielen anderen Operetten von Gilbert und Sullivan stellt eine überraschende Enthüllung am Ende alles auf den Kopf.
Die Operette schildert auf humorvolle Weise die Liebe zwischen Angehörigen unterschiedlicher Gesellschaftsschichten und verspottet so das britische Klassensystem. Darüber hinaus macht sich Pinafore über Patriotismus, Parteipolitik, die Royal Navy und den Aufstieg unqualifizierter Personen zu verantwortungsvollen Posten lustig.
Die außerordentliche Beliebtheit von Pinafore in Großbritannien und den Vereinigten Staaten diente als Ausgangspunkt für eine Reihe weiterer Operettenerfolge von Gilbert und Sullivan. Diese später als Savoy Operas bekannten Werke beherrschten die musikalische Bühne auf beiden Seiten des Atlantiks für über ein Jahrzehnt. Aufbau und Stil dieser Operetten, insbesondere von Pinafore, wurden oft kopiert und trugen wesentlich zur Entwicklung des modernen Musicals bei.

## Entstehungsgeschichte
Im Jahr 1875 beauftragte Richard D’Oyly Carte, damals Impresario des Royalty Theatre unter Selina Dolaro, Gilbert und Sullivan mit der Schaffung ihres zweiten gemeinsamen Werks, dem Einakter Trial by Jury. Diese Operette erwies sich als Erfolg, und 1876 fand Carte mehrere Geldgeber, um die Operngesellschaft Comedy-Opera Company zu finanzieren, die sich der Produktion und Vermarktung der familienfreundlichen englischen Operette widmen sollte. Damit hatte Carte die notwendigen finanziellen Ressourcen, um nach vielen fehlgeschlagenen Versuchen eine neue, abendfüllende Gilbert-und-Sullivan-Operette zu produzieren. Diese nächste Operette, The Sorcerer, hatte ihre Premiere im November 1877. Auch dieses Werk war mit 178 Aufführungen erfolgreich. Die Notenblätter des Werks verkauften sich gut, und Straßenmusikanten spielten die Melodien.
Anstatt die Aufführung des Stücks einem Produzenten zu überlassen, wie es für viktorianische Theater üblich war, produzierten Gilbert, Sullivan und Carte die Aufführung aus eigenen Mitteln. Dadurch waren sie in der Lage, ihre eigene Besetzung auszuwählen, ohne die bereits angestellten Schauspieler einsetzen zu müssen. Für die Produktion stellten sie talentierte Darsteller ein, die meist wenig bekannt waren und keine hohen Gehälter verlangten, und denen sie ein naturalistischeres Schauspiel als damals üblich beibringen konnten. Anschließend passten sie ihr Werk den individuellen Stärken und Schwächen der Darsteller an. Wie der Kritiker Herman Klein berichtete, übte Gilberts und Sullivans geschickter Einsatz der Darsteller auf die Zuschauer Eindruck aus: „Insgeheim bewunderten wir die Natürlichkeit und Ungezwungenheit, mit der Gilberts Scherze und Absurditäten vorgetragen und aufgeführt wurden, denn bis dahin hatte keine Menschenseele so merkwürdige, exzentrische und doch zutiefst menschliche Wesen auf der Bühne gesehen … Sie zauberten eine bis dahin unbekannte komische Welt voller Entzücken hervor.“

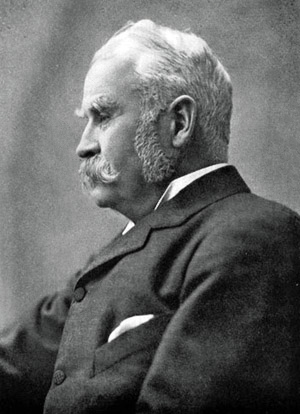
W. S. Gilbert, Foto nach 1899

Der Erfolg von The Sorcerer ebnete den Weg für eine weitere Zusammenarbeit von Gilbert und Sullivan. Carte einigte sich mit seinen Teilhabern auf die Bedingungen für eine neue Operette, sodass Gilbert gegen Ende des Jahres 1877 mit der Arbeit an H.M.S. Pinafore beginnen konnte. Gilbert war mit dem Thema der Seefahrt vertraut, da sein Vater Schiffsarzt gewesen war. Für sein Libretto griff er auf seine humoristische Gedichtesammlung Bab Ballads zurück. Die dort enthaltenen Gedichte hatten oftmals die Seefahrt zum Inhalt, so etwa Captain Reece (1868) und General John (1867), und dienten auch einigen Rollen als Vorbild. Dick Deadeye basiert auf einer Figur in Woman’s Gratitude (1869); eine frühe Entsprechung von Ralph Rackstraw findet sich in Joe Go-Lightly (1867), wo ein Matrose in die Tochter eines Ranghöheren verliebt ist. Little Buttercup wurde aus The Bumboat Woman’s Story (1879) übernommen. Am 27. Dezember 1877 sandte Gilbert Sullivan, der an der Côte d’Azur auf Urlaub war, eine Handlungsskizze nebst folgender Notiz zu:

„Ich habe kaum Zweifel, dass Sie Gefallen daran finden werden. … es sind eine Menge Scherze enthalten, die ich nicht niedergeschrieben habe, darunter ein Lied (eine Art ‚Richterlied‘ [aus Trial by Jury]) für den Ersten Lord, der von seiner Karriere als Laufbursche … Büroangestellter, Reisender, Juniorpartner und Erster Lord der Britischen Navy erzählt … Selbstverständlich wird es darin keine Persönlichkeit geben – die Tatsache, dass der Erste Lord in der Oper ein ausgesprochener Radikaler ist, wird jeden Verdacht davon abwenden, dass W. H. Smith gemeint ist.“

Trotz Gilberts Dementi identifizierten das Publikum, Kritiker und sogar der Premierminister Sir Joseph Porter später mit W. H. Smith, einem Politiker, der kürzlich zum Ersten Lord der Admiralität ernannt worden war, obwohl ihm jegliche militärische und seemännische Erfahrung fehlte. Sullivan zeigte sich hocherfreut über Gilberts Idee, und Mitte Januar las Gilbert D’Oyly Carte einen Entwurf der Handlung vor.

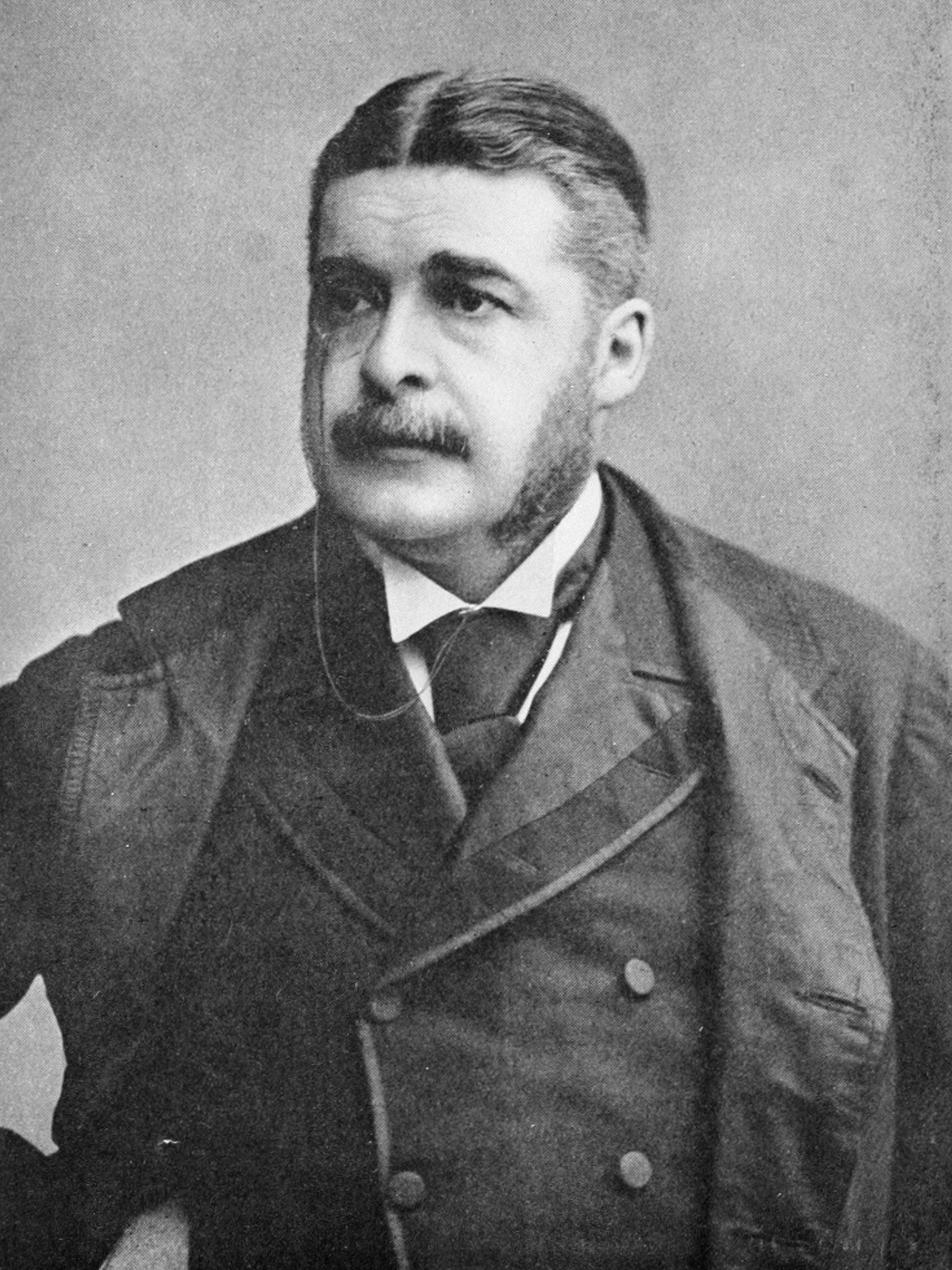
Arthur Sullivan um 1885

Gilbert folgte seinem Vorbild Thomas William Robertson, indem er sich vergewisserte, dass die Kostüme und das Bühnenbild so realitätsnah wie möglich waren. Bei der Vorbereitung der Bühnenbilder für H.M.S. Pinafore besuchten Gilbert und Sullivan im April 1878 Portsmouth, um sich die Schiffe genau anzusehen. Gilbert zeichnete Skizzen der Victory und fertigte ein Modell an, das die Handwerker bei ihrer Arbeit verwendeten. Diese Vorgehensweise war weit entfernt von der üblichen Praxis im viktorianischen Schauspiel, wo der Naturalismus immer noch als relativ neues Konzept galt und die meisten Autoren wenig Einfluss auf die Inszenierung ihrer Stücke und Libretti hatten. Die Detailgenauigkeit war charakteristisch für Gilberts Regiearbeit und wurde in allen seinen Savoy Operas angewandt. Die Korrektheit der visuellen Darstellung lieferte einen Bezugspunkt, der die Skurrilität und Absurdität der Situation noch hervorhob. Sullivans Arbeit als Komponist war Mitte April 1878 „in vollem Gange“. Die Besetzung begann am 24. April mit der musikalischen Probe, und Anfang Mai 1878 arbeiteten die beiden Autoren in Sullivans Wohnung eng zusammen, um das Stück zu vollenden.
Für Pinafore sahen Gilbert, Sullivan und Carte mehrere Hauptdarsteller vor, die bereits bei The Sorcerer mitgespielt hatten. Wie Gilbert im Dezember 1877 Sullivan vorschlug, sollte „Mrs. Cripps [Little Buttercup] eine großartige Rolle für [Harriett] Everard sein … [Rutland] Barrington wird ein hervorragender Kapitän sein, und Grossmith ein erstklassiger First Lord.“ Allerdings hatte sich die Stimme von Mrs. Howard Paul, die bereits Lady Sangazure in The Sorcerer gespielt hatte, verschlechtert. Vertraglich war sie dazu verpflichtet, die Rolle der Cousine Hebe in Pinafore zu übernehmen. Gilbert bemühte sich zunächst, für sie eine amüsante Rolle zu schreiben, wenn auch Sullivan ihrem Einsatz abgeneigt war. Doch Mitte Mai 1878 fassten Gilbert und Sullivan den Entschluss, sie aus der Besetzung ausschließen; enttäuscht von ihrer Rolle trat sie zurück. Nur eine Woche vor der Premiere engagierte Carte die Konzertsängerin Jessie Bond, um Hebe zu spielen. Da Bond wenig schauspielerische Erfahrung besaß, kürzten Gilbert und Sullivan ihren Dialog bis auf einige Zeilen in der letzten Szene, die sie in ein Rezitativ umwandelten. Zu den neu engagierten Schauspielern zählten außerdem Emma Howson und George Power als Josephine und Ralph, deren Stimmen eine Verbesserung des Soprans und des Tenors in The Sorcerer darstellten.
Gilbert war Regisseur seiner eigenen Stücke und Opern. Auf das naturgetreue Schauspiel legte er ebenso viel Wert wie auf ein realistisches Bühnenbild. Selbstbewusste Interaktion mit dem Publikum lehnte er ab und forderte einen Darbietungsstil, in dem die Figuren niemals ihrer eigenen Absurdität bewusst waren, sondern in sich schlüssige Einheiten bildeten. Sullivan dirigierte die musikalischen Proben. Wie auch bei seinen späteren Opern befasste er sich erst ganz am Ende mit der Ouvertüre und überließ dem musikalischen Leiter der Gesellschaft, in diesem Fall Alfred Cellier, einen Entwurf zur Ausarbeitung. Die Premiere von Pinafore fand am 25. Mai 1878 im Theater Opera Comique statt.

## Inhalt

### Handlung
Erster Akt
Das britische Kriegsschiff H.M.S. Pinafore liegt geankert vor Portsmouth. Die Matrosen befinden sich auf dem Quarterdeck, voller Stolz „Messingteile reinigend, Tauwerk spleißend usw.“
Little Buttercup, eine Verkäuferin des Hafens, die „rosigste, rundeste und röteste Schönheit von ganz Spithead“, kommt an Bord, um der Mannschaft Waren zu verkaufen. Sie deutet an, dass sie unter ihrem „fröhlichen und lockeren Äußeren“ ein dunkles Geheimnis verbirgt. Ralph Rackstraw, „der klügste Bursche der ganzen Flotte“, betritt die Szene und gesteht, dass er Josephine, die Tochter des Kapitäns, liebt. Seine Kameraden drücken ihre Anteilnahme aus – mit Ausnahme von Dick Deadeye, dem grimmigen und hässlichen Realisten der Mannschaft –, können aber Ralph wenig Hoffnung geben, dass seine Liebe erhört wird.
Der stolze und beliebte Kapitän drückt seiner „furchtlosen Mannschaft“ die Anerkennung aus und sagt, dass er sich für ihre Höflichkeit revanchiere, indem er nie („nun ja, kaum jemals“) Schimpfworte wie „a big, big D“ verwende. Nachdem die Matrosen die Szene verlassen haben, gesteht der Kapitän Little Buttercup, dass Josephine einem Heiratsantrag von Sir Joseph Porter, dem Ersten Lord der Admiralität, abgeneigt ist. Buttercup erwidert, dass sie wisse, wie sich unglückliche Liebe anfühlt. Nachdem sie sich zurückgezogen hat, bemerkt der Kapitän, dass sie eine „dralle und reizende Person“ sei. Josephine betritt die Szene und offenbart ihrem Vater, dass sie einen einfachen Matrosen aus seiner Mannschaft liebt, beteuert aber, dass sie eine pflichtbewusste Tochter sei und niemals ihre Liebe zum Seemann ausdrücken würde.

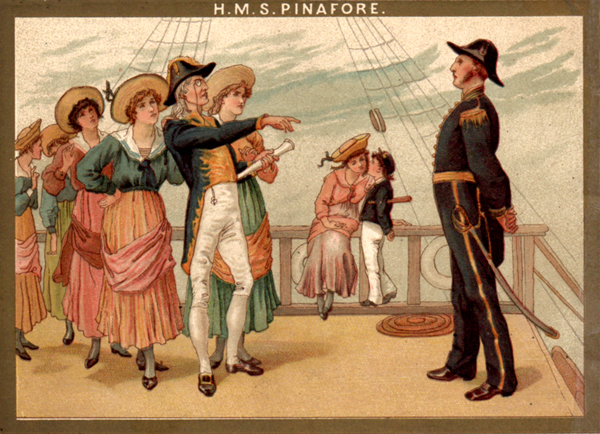
Bild aus einem Programmheft zu einer D’Oyly-Carte-Aufführung von 1899

Sir Joseph kommt an Bord, begleitet von seiner „bewundernden Schar Schwestern, Cousinen und Tanten“. Er erzählt, wie er sich durch Hartnäckigkeit aus bescheidenen Verhältnissen zum „Leiter der königlichen Flotte“ hochgearbeitet hat, ohne jegliche Qualifizierung in der Seefahrt zu besitzen. Anschließend erteilt er eine peinliche Lektion in Umgangsformen. Den Kapitän ermahnt er, nach jedem Befehl „wenn ich bitten darf“ zu sagen, denn „ein britischer Soldat ist jedem Menschen gleichgestellt“ – mit Ausnahme von Sir Joseph. Er hat diesbezüglich ein Lied komponiert, und händigt Ralph eine Kopie aus. Von Sir Josephs Ansichten zur Gleichheit ermutigt, entschließt sich Ralph kurz darauf, Josephine seine Liebe zu gestehen. Seine Kameraden zeigen sich erfreut, mit Ausnahme von Dick Deadeye, der behauptet, dass „wenn Leute den Befehlen anderer Leute gehorchen müssen, von Gleichheit keine Rede sein kann“. Schockiert von seinen Worten zwingen die anderen Matrosen Dick dazu, sich Sir Josephs Lied anzuhören, bevor sie die Szene verlassen und Ralph alleine auf dem Deck zurücklassen. Josephine betritt das Deck, und Ralph gesteht ihr in für einen „gewöhnlichen Seemann“ ungewöhnlich sprachgewandten Worten seine Liebe. Josephine ist gerührt, weiß aber, dass es ihre Pflicht ist, Sir Joseph anstatt Ralph zu heiraten, auch wenn sie Sir Josephs Werben widerlich findet. Sie verbirgt ihre wahren Gefühle und weist Ralphs Liebeserklärung „hochmütig“ zurück.
Ralph ruft seine Schiffskameraden herbei – Sir Josephs weibliche Verwandtschaft kommt ebenfalls – und erklärt ihnen, dass er dem Freitod nahe ist. Die Mannschaft drückt ihre Anteilnahme aus, wiederum mit Ausnahme von Dick. Als Ralph eine Pistole an seine Schläfe hält, eilt Josephine herbei und gesteht, dass sie ihn letztendlich doch liebt. Ralph und Josephine planen, sich bei Nacht an Land zu stehlen, um sich heimlich zu vermählen. Dick Deadeye ermahnt sie, „das Vorhaben nicht zu verwirklichen“, doch die fröhliche Gesellschaft ignoriert ihn.
Zweiter Akt
In der Vollmondnacht grübelt Captain Corcoran über seine Sorgen: seine „wohlgesinnte Mannschaft rebelliert“, seine „Tochter ist einem Seemann zugetan“, seine Freunde scheinen ihn zu verlassen, und Sir Joseph droht mit Kriegsgericht. Little Buttercup drückt ihr Mitgefühl aus. Der Kapitän bekennt, dass er ihre Zuneigung erwidert hätte, wenn nicht ihr sozialer Stand sie trennen würde. Buttercup stellt fest, dass nicht alles ist, wie es scheint, und dass ihn „eine Änderung“ erwartet, doch der Kapitän begreift ihre rätselhaften Andeutungen nicht.
Sir Joseph tritt ein und beschwert sich, dass Josephine seinen Heiratsantrag noch nicht erwidert hat. Der Kapitän mutmaßt, dass sie von seinem „hohen Dienstgrad“ eingeschüchtert ist, und dass sie seinen Antrag sicher annehmen würde, wenn Sir Joseph sie davon überzeugen könnte, dass die „Liebe alle Ränge ebnet“. Nachdem sich beide entfernt haben, betritt Josephine die Szene, immer noch voller Schuldgefühle wegen der geplanten Flucht, und besorgt darüber, dass sie ein Leben voller Luxus aufgeben müssen wird. Als Sir Joseph sein Argument vorbringt, dass die Liebe jede Rangordnung überwindet, sagt Josephine erfreut, dass sie „nicht länger zögern wird“. Der Kapitän und Sir Joseph sind hocherfreut, aber Josephine ist insgeheim entschlossener denn je, Ralph zu heiraten.

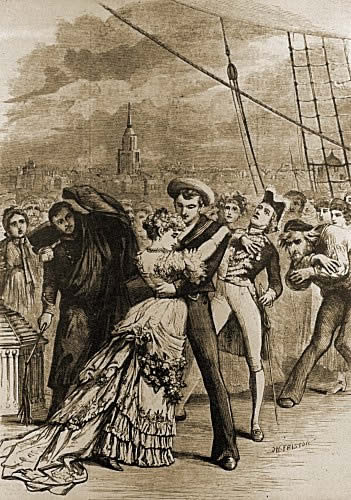
Zeichnung einer Szene aus dem zweiten Akt von David Henry Friston, 1878

Dick Deadeye berichtet dem Kapitän vom Plan der beiden Liebenden, durchzubrennen. Der Kapitän tritt Ralph und Josephine entgegen, als sich beide vom Schiff stehlen wollen. Beide erklären ihre Liebe und begründen ihr Vorhaben damit, dass „er ein Engländer ist!“. Der aufgebrachte Kapitän bleibt davon unbeeindruckt und platzt heraus mit „Verdammt nochmal, das ist zu arg!“ („Why, damme, it’s too bad!“). Sir Joseph und dessen Verwandte, die seinen Fluch vernommen haben, sind entsetzt, dass sie an Bord eines Schiffes Schimpfworte hören, und Sir Joseph befiehlt, den Kapitän in seiner Kabine einzuschließen.
Als Sir Joseph fragt, was den Ausbruch des ansonsten höflichen Kapitäns verursacht habe, erklärt Ralph, dass es seine Liebeserklärung an Josephine war. Wiederum erzürnt über diese Enthüllung, und ohne Josephines Bitte um Gnade zu beachten, befiehlt Sir Joseph, Ralph anzuketten und in das Schiffsgefängnis zu bringen. Little Buttercup tritt nun hervor und offenbart ihr lange gehütetes Geheimnis. Vor vielen Jahren waren ihr als Amme zwei Babys anvertraut, eines von „niederem Stand“, das andere aus der Oberschicht. Sie gesteht, dass sie „beide Kinder vertauschte … das wohlgeborene Kind war Ralph; euer Kapitän war das andere.“
Sir Joseph begreift nun, dass Ralph der Kapitän sein sollte, und der Kapitän Ralph. Er lässt beide herbeirufen, und jeder erscheint in der Uniform des anderen: Ralph als Kapitän der Pinafore, und Corcoran als gewöhnlicher Matrose. Eine Heirat mit Josephine hält Sir Joseph nun für „ausgeschlossen“: „die Liebe ebnet alle Ränge … bis zu einem beträchtlichen Grad, aber sie ebnet sie nicht in diesem Ausmaß.“ Er überlässt Josephine Captain Rackstraw. Der nun niedrige Dienstgrad des ehemaligen Kapitäns erlaubt es ihm, Buttercup zu heiraten. Sir Joseph gibt sich mit seiner Cousine Hebe zufrieden, und die Szene endet im allgemeinen Jubel.

### Musikalische Nummern
Originale Orchesterbesetzung: 2 Flöten, Oboe, 2 Klarinetten, Fagott, Piccoloflöte, 2 Hörner, 2 Posaunen, 2 Kornette, 2 Pauken, Schlagwerk
Quelle der Hörbeispiele: Aufnahme der D’Oyly Carte Opera Company unter der Leitung von Isidore Godfrey, 1960
| Ouvertüre   | |  |
| Erster Akt  | |  |
| 1.          | „We sail the ocean blue“ (Matrosen) |  |
| 2.          | „Hail! men-o’-war’s men“ … „I’m called Little Buttercup“ (Buttercup)                                                                             |  |
| 2a.         | „But tell me who’s the youth“ (Buttercup und Bootsmann)                                                                                          |  |
| 3.          | „The nightingale“ (Ralph und Matrosenchor) |  |
| 3a.         | „A maiden fair to see“ (Ralph und Matrosenchor)                                                                                                  |  |
| 4.          | „My gallant crew, good morning“ (Kapitän und Matrosenchor)                                                                                       |  |
| 4a.         | „Sir, you are sad“ (Buttercup und Kapitän) |  |
| 5.          | „Sorry her lot who loves too well“ (Josephine)                                                                                                   |  |
| 5a.         | Gestrichenes Lied: „Reflect, my child“ (Kapitän und Josephine)                                                                                   |  |
| 6.          | „Over the bright blue sea“ (Chor der weiblichen Verwandten)                                                                                      |  |
| 7.          | „Sir Joseph’s barge is seen“ (Chor der Matrosen und weiblichen Verwandten)                                                                       |  |
| 8.          | „Now give three cheers“ (Kapitän, Sir Joseph, Cousine Hebe and Chor)                                                                             |  |
| 9.          | „When I was a lad“ (Sir Joseph und Chor) |  |
| 9a.         | „For I hold that on the sea“ (Sir Joseph, Cousine Hebe and Chor)                                                                                 |  |
| 10.         | „A British tar“ (Ralph, Bootsmannsmaat, Zimmermannsmaat und Matrosenchor)                                                                        |  |
| 11.         | „Refrain, audacious tar“ (Josephine und Ralph)                                                                                                   |  |
| 12.         | Finale, erster Akt: „Can I survive this overbearing?“                                                                                            |  |
| Entracte    | |  |
| Zweiter Akt | |  |
| 13.         | „Fair moon, to thee I sing“ (Kapitän) |  |
| 14.         | „Things are seldom what they seem“ (Buttercup und Kapitän)                                                                                       |  |
| 15.         | „The hours creep on apace“ (Josephine) |  |
| 16.         | „Never mind the why and wherefore“ (Josephine, Kapitän und Sir Joseph)                                                                           |  |
| 17.         | „Kind Captain, I’ve important information“ (Kapitän und Dick Deadeye)                                                                            |  |
| 18.         | „Carefully on tiptoe stealing“ (Soli und Chor)                                                                                                   |  |
| 18a.        | „Pretty daughter of mine“ (Kapitän und Ensemble) und „He is an Englishman“ (Bootsmann und Ensemble)                                              |  |
| 19.         | „Farewell, my own“ (Ralph, Josephine, Sir Joseph, Buttercup und Chor)                                                                            |  |
| 20.         | „A many years ago“ (Buttercup und Chor) |  |
| 20a.        | „Here, take her, sir“ (Sir Joseph, Josephine, Ralph, Cousine Hebe und Chor)                                                                      |  |
| 21.         | Finale: „Oh joy, oh rapture unforeseen“ (Ensemble) Das Finale enthält Reprisen verschiedener Lieder, mit „For he is an Englishman“ als Abschluss |  |

### Fassungen und Kürzungen
Ballade für Captain Corcoran, „Reflect, my child“
Während der Proben der Uraufführung fügte Gilbert eine Ballade für Captain Corcoran hinzu, in der dieser seine Tochter auffordert, ihren geliebten Seemann zu vergessen, denn „bei jedem Schritt würde er Taktlosigkeiten begehen, die ihm die Gesellschaft nie verzeihen würde“. Diese Ballade sollte zwischen Nr. 5 und 6 der endgültigen Fassung vorgetragen werden, wurde aber noch vor der Premiere gestrichen. Die Worte haben sich im Libretto erhalten, das beim Lord Chamberlain zur Lizenzierung hinterlegt war. Vor 1999 war von Sullivans Komposition nur die Stimme des Konzertmeisters erhalten.
Im April 1999 entdeckten die Sullivan-Forscher Bruce I. Miller und Helga J. Perry in einer Privatsammlung die fast vollständige Partitur. Das Material wurde zusammen mit einer Rekonstruktion der zum Teil verloren gegangenen Baritonstimme und zweiten Violinstimme veröffentlicht.  Das Stück wurde bereits mehrmals von Operngesellschaften aufgeführt und auch aufgenommen, ist aber bislang kein fester Bestandteil von Aufführungsmaterialien oder Einspielungen.
Dialog für Cousine Hebe
Die Lizenzkopie des Librettos enthielt in mehrere Szenen des zweiten Akts Dialogzeilen für Sir Josephs Cousine Hebe. In der Szene, die Nr. 14 („Things are seldom what they seem“) folgt, begleitet sie Sir Joseph auf die Bühne und wiederholt dessen unzufriedene Äußerungen bezüglich Josephine. Nachdem sie mehrmals Sir Joseph unterbrochen hat, ermahnt er sie zur Ruhe, worauf sie „crushed!“ („niedergeschmettert!“) ausruft. Gilbert verwendete diese Textstellen später für Lady Jane in Patience. Hebe hatte außerdem einige Dialogzeilen nach Nr. 18 („Carefully on tiptoe stealing“) und nach Nr. 19 („Farewell, my own“).
In späteren Proben für die Uraufführung übernahm Jessie Bond die Rolle von Hebe und ersetzte damit Mrs. Howard Paul. Bond, die bis dahin eine Karriere als Konzertsängerin verfolgt hatte und wenig schauspielerische Erfahrung besaß, fühlte sich nicht imstande, den Dialog vorzutragen, sodass diese Stellen gestrichen wurden. Hebes Dialog wird in neueren Aufführungen gelegentlich wiederhergestellt, insbesondere die Zeilen in der Szene nach Nr. 14.
Rezitativ vor dem Finale des Zweiten Akts
Der Dialog vor dem Finale des zweiten Akts, beginnend mit „Here, take her sir, and mind you treat her kindly“, war im Original ein Rezitativ. Die Musik für diese Passage wurde in der Erstausgabe des Stimmsatzes als Nr. 20a abgedruckt. Kurz nach der Premiere wurde das Rezitativ in einen gewöhnlichen Dialog umgewandelt. In einigen neueren Aufführungen wird das Rezitativ wiederhergestellt. 

## Analyse
Der Theaterhistoriker John Bush Jones schrieb, Pinafore habe „alles, was der Besucher eines Musiktheaters erwarten kann: eine mitreißende und sogar vergleichsweise spannende Geschichte ist mit vielfältigen und gut ausgearbeiteten Rollen besetzt, die drollige, geistreiche und oftmals unerhört lustige Dialoge und Liedtexte sprechen und singen. Die Musik enthält eine Fülle von Melodien, die das Publikum nachsummend mit nach Hause nehmen möchte“. Sir George Power, der als Erster die Rolle von Ralph Rackstraw besetzte, sah das Erfolgsgeheimnis der Savoy Operas in der Art und Weise, mit der „Sullivan den Geist von Gilberts verrücktem Humor traf, und pompös war wenn Gilbert lebhaft war, oder ganz bewusst die Stimmung überspitzte, wann immer Gilberts Satire am verwegensten und bissigsten war“.

### Satire und Komik
Bereits der Titel des Werks ist komisch, da er die Bezeichnung für eine Kinderschürze (engl. Pinafore) auf ein Kriegsschiff überträgt. Die Biografin Jane Stedman schrieb, dass Pinafore „in Bezug auf die Satire erheblich komplexer“ als The Sorcerer sei. Sie hob hervor, dass Gilbert mehrere Ideen und Themen aus seinen Bab Ballads verwendet hatte; so etwa stammt die Idee des weltmännischen Gebarens des Kapitäns vor seiner Mannschaft aus Captain Reece (1868) und die Umkehrung der Rangordnung durch die Vertauschung nach der Geburt aus General John (1867). Dick Deadeye, der auf einer Figur in Woman’ Gratitude (1867) basiert, verkörpert ein weiteres satirisches – und halb autografisches – Thema, das Gilbert immer wieder aufgriff: die misanthropische Missgestalt, die aufgrund ihres abstoßenden Aussehens unbeliebt ist, obwohl sie die Stimme der Vernunft und des gesunden Menschenverstands verkörpert. Gilbert griff außerdem auf seine Operette The Gentleman in Black (1870) zurück, in der ebenfalls der Tausch von Babys vorkommt.
Der Historiker H. M. Walbrook schrieb 1921, Pinafore parodiere „jene Gattung Seemansdrama, deren typisches Beispiel Douglas Jerrolds Black-Eyed Susan ist, und jene ‚God’s-Englishman‘-Art von Patriotismus, die darin besteht, Plattheiten auszurufen, eine schauspielerische Haltung einzunehmen und wenig oder nichts zu tun, um seinem Land zu dienen“. Der australische Opernregisseur Stuart Maunder kommentierte 2005 die Gegenüberstellung von Satire und Nationalismus in der Operette mit folgenden Worten: „sie singen alle ‚He is an Englishman‘, und man weiß ganz genau, dass sie es ins Lächerliche ziehen, aber die Musik ist so militärisch … dass man nicht anders kann, als in den ganzen Jingoismus des British Empire hineingezogen zu werden.“ Darüber hinaus knüpfe das Lied an die Satire auf die Klassenunterschiede an: „H.M.S. Pinafore ist im Grunde eine Satire auf die britische Liebe zum Klassensystem … In diesem Moment sagen alle Männer an Bord: ‚Aber natürlich kann Ralph die Tochter des Kapitäns heiraten, denn er ist ja Brite, und deshalb ist er großartig‘“.

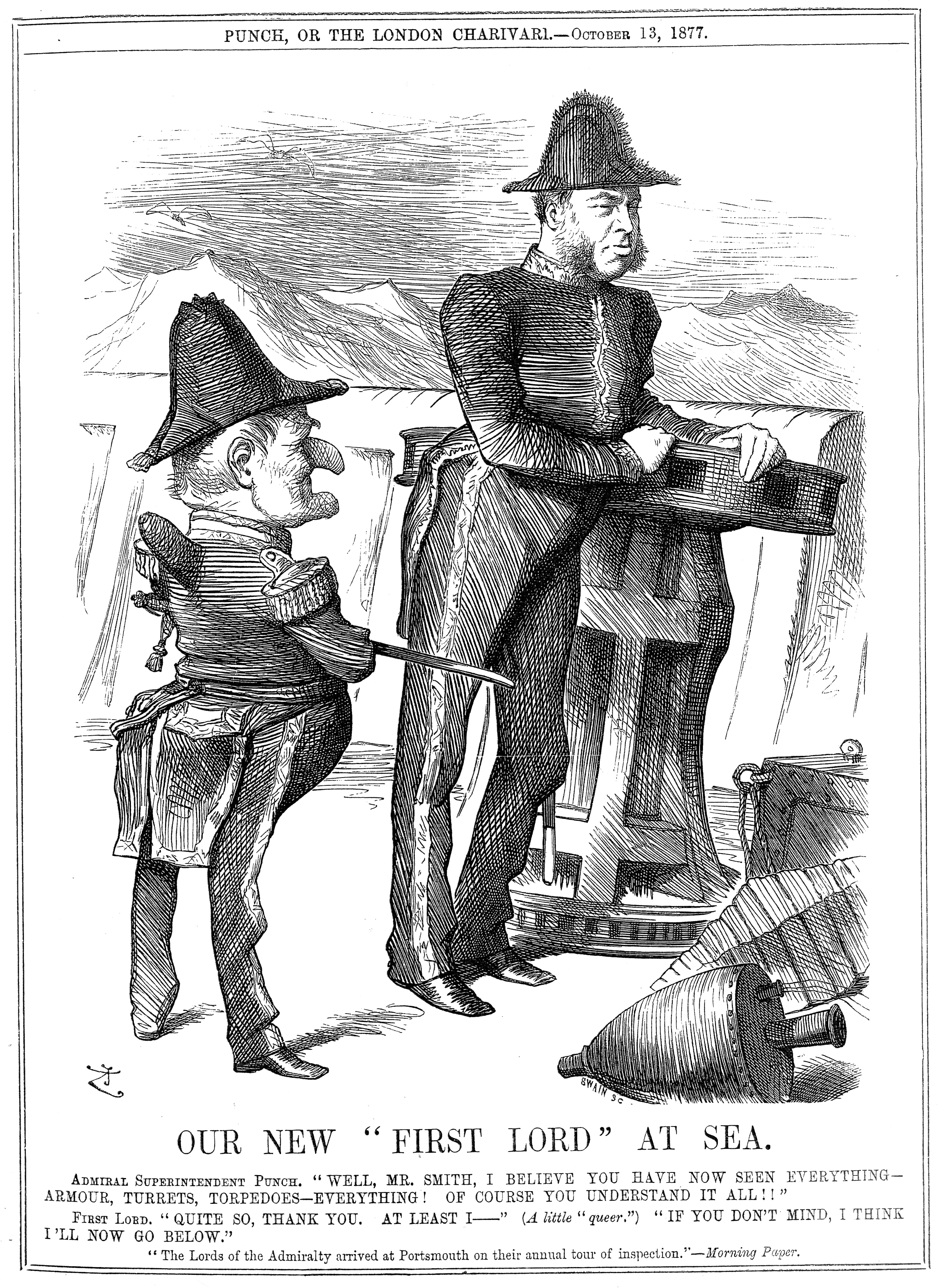
Satirische Zeichnung aus dem Punch zur Nominierung von W. H. Smith zum Ersten Lord der Admiralität, 1877

Zu Gilberts beliebten komischen Themen zählt auch der Aufstieg von unqualifizierten Personen zu einer verantwortungsvollen Stellung. So etwa beschreibt Gilbert in The Happy Land (1873) eine Welt, in der Regierungsstellen der jeweils ungeeignetsten Person anvertraut werden; insbesondere wird jemand, der noch nie etwas von Schiffen gehört hat, zum Ersten Lord der Admiralität ernannt. In Pinafore griff Gilbert nochmals dieses Thema auf: Sir Joseph steigt zu eben jenem Posten auf, weil er „niemals zur See fährt“.  Auch in den späteren Gilbert-and-Sullivan-Operetten finden sich Entsprechungen, so etwa Major-General Stanley in The Pirates of Penzance und Ko-Ko in The Mikado. Die Figur des Sir Joseph karikiert nicht nur die mangelnde Qualifikation von W. H. Smith, sondern auch das demonstrativ anständige Benehmen, für das er bekannt war. Weiterhin macht sich Gilbert über Parteipolitik lustig, indem Sir Joseph „immer nach dem Verlangen der Partei wählt“ und so seine persönliche Integrität aufgibt. Die „gewerbliche Mittelschicht“, aus der die meisten von Gilberts Zuschauern stammten, wird ebenso satirisch dargestellt wie die Unterschicht und soziale Aufsteiger. Der Altersunterschied zwischen Ralph und dem Kapitän, die beide gemeinsam aufgezogen wurden, parodiert das wechselnde Alter von Thaddeus in Michael William Balfes Operette The Bohemian Girl.
Ein Thema, das die Operette durchzieht, ist die Liebe von Angehörigen verschiedener Gesellschaftsklassen. In der vorherigen Gilbert-und-Sullivan-Operette, The Sorcerer, bereitet ein Liebestrank Probleme, indem er die Dorfbewohner und Hochzeitsgäste dazu bringt, sich in Personen aus unterschiedlichen sozialen Klassen zu verlieben. Obwohl in Pinafore die Tochter des Kapitäns einen gewöhnlichen Matrosen liebt, sagt sie ihm pflichtbewusst: „Ihre dargebotene Liebe weise ich stolz zurück“. Seine Zuneigung äußert er in einer poetischen und ergreifenden Rede, die mit „Ich bin ein britischer Matrose, und ich liebe Sie“ endet. Erst am Ende stellt sich heraus, dass er in Wirklichkeit von höherem Rang ist. Dies ist eine Parodie des viktorianischen „Equality Drama“, zu dem beispielsweise Lord Lyttons The Lady of Lyons (1838) gehört. In diesem Schauspiel weist die Heldin einen tugendhaften Bauern ab, der seine ebenso bewegende Rede mit „Ich bin ein Bauer!“ abschließt. Später stellt sich heraus, dass er ihr sozialer Vorgesetzter geworden ist. Außerdem beteuert Sir Joseph in Pinafore, dass die Liebe „alle Ränge ebnet“. In Tom Taylors The Serf liebt die Heldin ebenfalls einen Bauern, der zu einer höheren Stellung aufsteigt, sodass sie am Ende feststellt, dass die Liebe „alles ausgleicht“. In einer Parodie auf die freiheitsliebende Darstellung des Seefahrer-Melodrams erklärt Sir Joseph der Besatzung der Pinafore, dass sie „jedem Manne ebenbürtig sei“ (mit Ausnahme von ihm selbst), und schreibt ihnen ein Lied, das den britischen Matrosen verherrlicht. Im Gegensatz dazu erniedrigt er den stolzen Kapitän, indem er ihn dazu auffordert, „eine Hornpipe auf dem Kabinentisch zu tanzen“. Jones bemerkt, dass die Beziehung zwischen Ralph und Josephine „nur durch Buttercups absurdes Geständnis von der Vertauschung der Kinder im zweiten Akt akzeptabel wird“ und schließt daraus, dass Gilbert „ein konservativer Satiriker ist, der letztendlich dafür plädierte, den Status quo beizubehalten … und zeigen wollte, dass die Liebe eben nicht alle Ränge ebnet“.
Biografen sind sich uneinig darüber, ob Gilbert – wie von Jones behauptet – ein Befürworter der damaligen gesellschaftlichen Zustände war und den Schwerpunkt eher auf die Unterhaltung legte, oder ob er im Wesentlichen parodierte und sich „gegen die Narrheiten seiner Zeit“ wandte. Andrew Crowther ist der Auffassung, dass diese unterschiedlichen Auffassungen auf Gilberts „Techniken der Umkehrung – durch Ironie und Auf-den-Kopf-Stellen“ zurückgehen, weshalb „die oberflächlichen Aussagen in seinen Werken das Gegenteil der zugrundeliegenden Aussagen“ darstellen würden. Laut Crowther habe Gilbert die gesellschaftlichen Normen gleichzeitig „zelebrieren“ und verspotten wollen. H.M.S. Pinafore habe Gilbert die Gelegenheit geboten, seine eigenen zwiespältigen Gefühle auszudrücken, die „auch bei der Allgemeinheit ungeheuren Anklang fanden.“ Das Werk sei „eine höchst intelligente Parodie auf das nautische Melodram … wenn auch beherrscht von den Konventionen, die es verspottet“. Während das nautische Melodram den gewöhnlichen Seemann verherrlicht, macht Gilbert in Pinafore den Fürsprecher der Gleichheit, Sir Joseph, zu einem aufgeblasenen und hypokritischen Mitglied der herrschenden Klasse, das den Begriff der Gleichheit nicht auf sich selbst anwenden kann. Der Matrosenheld Ralph ist durch Sir Josephs kühne Äußerungen von seiner Ebenbürtigkeit überzeugt und missachtet das Sozialgefüge, indem er der Tochter des Kapitäns seine Liebe gesteht. An dieser Stelle, so Crowther, hätte Gilberts satirisches Argument logischerweise zu Ralphs Verhaftung führen müssen. Um aber der Konvention gerecht zu werden, habe Gilbert eine offensichtliche Absurdität herbeigeführt: der Kapitän und Ralph wurden als Kinder vertauscht. Indem Ralph durch ein zufälliges Ereignis plötzlich zum angemessenen Gatten für Josephine wird, kann sowohl die herrschende Gesellschaftsordnung als auch ein romantisches Happy End gewährleistet werden. Crowther zieht daraus den Schluss, dass man es mit einer Operette zu tun habe, die „alle Konventionen des Melodrams einsetzt und verspottet, aber letzten Endes fällt es schwer, festzustellen, wer gewonnen hat, die Konventionen oder der Spott“. Der weitreichende Erfolg des Werks sei darauf zurückzuführen, dass es alle Gruppen gleichermaßen ansprach: das intellektuelle Publikum, das Satire erwartete, den Theaterbesucher aus der Mittelschicht, der eine beruhigende Bestätigung des gesellschaftlichen Ordnung suchte, und den Arbeiter, der zum Zeuge eines melodramatischen Sieges des „kleinen Mannes“ wurde.

### Musik
Zu den bekanntesten Liedern der Operette gehören der Walzer „I’m called Little Buttercup“, der die Figur vorstellt und den Sullivan im Entracte und im Finale des 2. Akts wiederholt, um dem Zuhörer die Melodie einzuprägen. Bekannt ist auch „A British tar“, ein Glee für drei Männer, das den musterhaften Matrosen beschreibt. Ein weiteres bekanntes Stück ist Sir Josephs Lied „When I was a Lad“, das von seiner rasanten Karriere erzählt.
Musikforscher Arthur Jacobs ist der Ansicht, dass Gilberts Handlung „Sullivans Talent vortrefflich anregte“. Im Eröffnungslied des Kapitäns, „I am the Captain of the Pinafore“, gesteht dieser, dass sein weltmännisches Verhalten „nie … nun ja, kaum jemals“ Schimpfworten weiche, und dass er als erfahrener Seemann „kaum jemals“ an Seekrankheit leide. Sullivan fand „zielsicher die richtige musikalische Untermalung für die Worte ‚wie, niemals?‘ … geschickt betont … durch das chromatische Spiel des Fagotts“. Volker Klotz bemerkt, dass unter Sullivan der Dialog zwischen Kapitän und Matrosen eine „beinahe kirchenliturgische Responsorienform annimmt“, die „die Verdrehung der tatsächlichen Machtverhältnisse vollends überdreht“.
Die allmähliche Ausdruckssteigerung bei der Ankündigung von Sir Joseph, beginnend als „zarter, unsichtbarer Damenchor“ („Over the bright blue sea“) über den Matrosenchor („Sir Joseph’s barge is seen“) bis hin zum pompösen Höhepunkt in „Now give three cheers“ stellt laut Klotz einen komischen Gegensatz zur darauffolgenden musikalischen Antiklimax dar, in der der Amtsträger nur noch „ein dummdreist verschmitztes Couplet“ („When I was a lad“) verlauten lässt.
Sullivan verwendete Moll-Tonarten, um eine komische Wirkung zu erzielen, wie etwa in „Kind Captain, I’ve important information“. Der Komponist und Sullivan-Biograf Gervase Hughes zeigte sich beeindruckt von der Introduktion zum Eröffnungschor, die „eine schwungvolle Seefahrtsmelodie enthält … in einer unkomplizierten Tonart, C-Dur … eine Modulation in die Moll-Mediante, wo zu unserer Überraschung eine schwermütige Oboe den ersten Vers von ‚Sorry her lot‘ im ²/4-Takt verlauten lässt. Danach kündigen in der lokalen Dominanttonart B-Dur die Violinen (immer noch in ²/4) Little Buttercup an … bei einer Begegnung unter diesen Umständen würde man kaum erwarten, dass sie später als Walzerkönigin erscheint … das Fagott und die Kontrabässe … bringen energisch zur Geltung, wer der Kapitän der Pinafore ist … in der unwahrscheinlichen Tonart as-Moll …. Buttercup macht einen letzten verzweifelten Versuch, sich in des-Moll Gehör zu verschaffen, aber die anderen haben nie gewusst, dass eine so ausgefallene Tonart existiert. Somit kehren alle plötzlich wieder zu C-Dur im guten alten 6/4-Takt zurück“.
Jacobs zufolge leben „Ralph, Captain Corcoran, Sir Joseph und Josephine alle von ihrer wechselwirkenden Musik (insbesondere ‘Never mind the why and wherefore’), und fast genau so viele musikalische Elemente werden für zwei Figuren eingesetzt, die die Oper oder das Melodram parodieren, nämlich Little Buttercup mit ‚Zigeunerblut in ihren Adern‘ und Dick Deadeye mit seinen schweren Schritten“. Der Sullivan-Forscher David Russell Hulme wies auf Sullivans Parodie von Opernstilen hin, „besonders die händelschen Rezitative und die Ausreiß-Szene, die Erinnerungen an viele nächtliche Opern-Verschwörungen weckt, aber am besten von allem ist die Parodie der patriotischen Melodie in ‚For he is an Englishman!‘“ Die Satire des Liedes wird noch durch den Oktavsprung auf „He is an Englishman“ betont. Deutlich wird die Parodie auf das übertriebene Pathos der italienischen Oper in Josephines Solo „The hours creep on apace“. Das Trio „Never mind the why and wherefore“ nutzt laut Volker Klotz jenes „vertraute Schema der Nummernoper“ so plakativ, dass es dem Publikum überdeutlich werde: Trotz des stimmigen Ensembles gehen die Interessen der Personen auseinander – Josephine hat insgeheim vor, Ralph zu heiraten –, so dass jeder unbeirrt seinen eigenen Stimmpart verfolgt. Buttercups Lied im zweiten Akt, in dem sie offenbart, dass sie die Kinder vertauscht hatte, beginnt mit einem Zitat aus Franz Schuberts Erlkönig und parodiert außerdem Verdis Oper Il trovatore. Jacobs weist darauf hin, dass Sullivan seine eigenen humoristischen Spuren in der Musik hinterließ, indem er banale Äußerungen in „Donizetti-artigen Rezitativen vertont“. In anderen Fällen, wie in Josephines und Ralphs Duett „Refrain, audacious tar“, hielt Sullivan Parodie für unangebracht und nutzte den dramatischen Stil der italienischen Oper nur, um die emotionalen Umstände musikalisch zu untermalen.

## Aufführungen

### Erste Aufführungen in Großbritannien
Die Premiere von Pinafore fand am 25. Mai 1878 im Opera Comique vor einem begeisterten Publikum statt. Sullivan war bei der Premiere Dirigent. Bald ließen jedoch die Ticketverkäufe nach, was allgemein einer Hitzewelle zugeschrieben wird, durch die es im kleinen Opera Comique besonders stickig und unbehaglich wurde. Der Historiker Michael Ainger stellt diese Erklärung zumindest teilweise in Frage, denn die Hitzewellen im Sommer 1878 seien kurz und vorübergehend gewesen. In jedem Fall schrieb Mitte August Sullivan an seine Mutter, dass kühleres Wetter herrschte, was den Verkäufen zugutekäme. Carte verhalf dem Stück zu größerer Bekanntheit, indem er am 6. Juli 1878 eine Frühvorstellung im Crystal Palace gab. Zwischenzeitlich hatten die Direktoren der Comedy-Opera Company das Vertrauen in die Rentabilität der Operette verloren und kündigten an, das Stück abzusetzen. Nachdem sich die Besucherzahl kurzfristig erhöht hatte, wurde die Ankündigung vorläufig zurückgezogen. Um die Fortsetzung der Aufführungen zu gewährleisten, wurden die Gagen der Künstler um ein Drittel gekürzt.
Ende August 1878 führte Sullivan Auszüge der Musik aus Pinafore, die von seinem Assistenten Hamilton Clarke bearbeitet wurden, bei mehreren erfolgreichen Promenadenkonzerten im Covent Garden auf. Diese Konzerte riefen Interesse hervor und förderten die Ticketverkäufe. Im September wurde Pinafore vor vollbesetzten Zuschauerrängen im Opera Comique aufgeführt. Die Klavierauszüge hatten sich 10.000-mal verkauft, und Carte sandte bald zwei weitere Operngesellschaften zur Tournee in die Provinz. Carte überzeugte Gilbert und Sullivan davon, dass nun eine Teilhaberschaft aller drei von Vorteil wäre, und plante, sich vom Vorstand der Comedy-Opera Company zu lösen. Das Opera Comique musste über Weihnachten 1878 wegen Arbeiten am Abflusssystem schließen. Carte nutzte die erzwungene Schließung des Theatergebäudes, um sich auf eine Vertragsklausel zu berufen, nach der die Rechte an Pinafore und Sorcerer nach der ersten Aufführungsreihe von H.M.S. Pinafore an Gilbert und Sullivan zurückfielen. Daraufhin nahm Carte zum 1. Februar 1879 die Oper für sechs Monate in Pacht. Nach dem Ablauf der sechs Monate plante Carte, die Comedy-Opera Company davon zu informieren, dass deren Rechte an der Produktion und dem Theatergebäude abgelaufen waren.
Unterdessen begannen in den Vereinigten Staaten unter großem Anklang zahlreiche unlizenzierte Produktionen von Pinafore, beginnend mit einer Erstaufführung in Boston am 25. November 1878. Pinafore wurde auf beiden Seiten des Atlantiks zur Quelle geflügelter Worte, so etwa der folgende Dialog:
| „What, never?“ „No, never!“ „What, never?“ „Well, hardly ever!“ | „Was, niemals?“ „Nein, niemals!“ „Was, niemals?“ „Nun ja, kaum jemals!“ |

Im Februar 1879 wurden die Aufführungen von Pinafore am Opera Comique wieder aufgenommen. Außerdem fanden ab April erneut Tourneen statt. Im Juni gingen zwei Gesellschaften auf Tournee in die Provinz, eine davon mit Richard Mansfield als Sir Joseph, die andere mit William Sydney Penley in der Rolle. Carte, der auf Einkünfte aus amerikanischen Aufführungen hoffte, begab sich im Juni nach New York. Dort bereitete er eine „authentische“ Produktion von Pinafore vor, deren Proben vom Autor und Komponisten persönlich geleitet werden sollten. Zur Produktion von Pinafore und für die geplante Premiere der folgenden Gilbert-und-Sullivan-Operette in New York mietete er ein Theater und ließ Chorsänger vorsingen. Darüber hinaus plante er, mit Pinafore und Sorcerer auf Tournee zu gehen.
Wie mit Carte und Gilbert vereinbart, teilte Sullivan Anfang Juni 1879 den Teilhabern der Comedy-Opera Company mit, dass der Vertrag zur Aufführung von Pinafore nicht verlängert werden würde, und dass er die Aufführungsrechte für seine Musik am 31. Juli zurückziehen würde. Die verärgerten Teilhaber ließen daraufhin verlauten, dass sie Pinafore in einem anderen Theater aufführen lassen würden, und leiteten rechtliche Schritte gegen Carte und die anderen ein. Den Mitwirkenden in London und den Tourneegesellschaften boten sie eine höhere Gage an, um in ihren Aufführungen zu spielen. Obwohl einige Chormitglieder zustimmten, wechselte nur ein Hauptdarsteller, Mr. Dymott. Zur Aufführung mieteten die Teilhaber das Imperial Theatre, allerdings besaßen sie kein Bühnenbild. Daher erteilten sie einer Gruppe von Schlägern den Auftrag, während des zweiten Akts der Abendvorstellung am 31. Juli die Kulissen und Requisiten zu entwenden. Gilbert war an diesem Abend abwesend, und Sullivan erholte sich von einer Operation. Bühnenarbeitern und Schauspielern gelang es, den Angriff hinter der Bühne abzuwenden. Der Inspizient Richard Barker und andere Mitarbeiter wurden bei diesem Vorfall verletzt. Die Vorführung lief weiter, bis jemand „Feuer!“ rief. George Grossmith, der Sir Joseph spielte, trat vor den Vorhang, um die in Panik geratenen Zuschauer zu beruhigen. Nachdem die herbeigerufene Polizei die Ordnung wiederhergestellt hatte, lief die Vorstellung weiter. Gilbert klagte die ehemaligen Teilhaber an, um ihre Produktion von H.M.S. Pinafore zu unterbinden. Das Gericht erlaubte die Fortführung der Aufführungen am Imperial zum 1. August 1879. Die Konkurrenzproduktion wurde ab September am Olympic Theatre weitergeführt, erreichte aber nicht die Beliebtheit der D’Oyly-Carte-Produktion, und wurde im Oktober nach 91 Aufführungen eingestellt. Die Angelegenheit wurde letztendlich vor Gericht ausgetragen, wo ein Richter zwei Jahre später zugunsten von Carte entschied.
Nach seiner Rückkehr nach London begann Carte eine neue Teilhaberschaft mit Gilbert und Sullivan, um die Erlöse aus den Aufführungen gleichmäßig zu verteilen. Mittlerweile wurde Pinafore weiterhin häufig aufgeführt. Am 20. Februar 1880 schloss Pinafore die erste Saison nach insgesamt 571 Vorführungen ab. Weltweit war bis dahin nur ein musikalisches Bühnenwerk länger aufgeführt worden, nämlich Robert Planquettes Operette Les cloches de Corneville.

### Pinaforein den Vereinigten Staaten

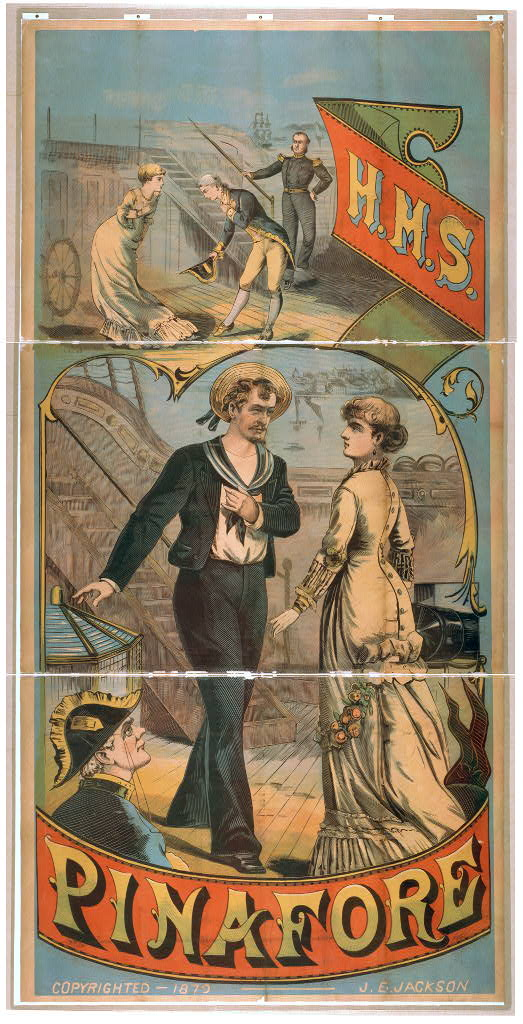
Plakat für eine vermutlich unlizenzierte amerikanische Produktion von H.M.S. Pinafore, um 1879

1878 und 1879 gab es in den Vereinigten Staaten etwa 150 verschiedene Neuproduktionen von H.M.S. Pinafore, von denen keine einzige Lizenzgebühren an die Autoren entrichtete. Die Erstaufführung, die am 25. November 1878 im Boston Museum ohne Wissen der Urheber stattfand, machte soviel Furore, dass das Stück innerhalb kurzer Zeit in Großstädten und auf Tourneen von dutzenden Gesellschaften aufgeführt wurde. Alleine in Boston gab es mindestens ein Dutzend Inszenierungen, darunter eine Kinderaufführung, die von Louisa May Alcott in ihrer Kurzgeschichte Jimmy’s Cruise in the Pinafore beschrieben wurde. In New York wurde das Werk zur gleichen Zeit in acht Theatern im Umkreis von weniger als fünf Häuserblocks aufgeführt.
Diese unlizenzierten Aufführungen nahmen vielfältige Formen an, darunter Burlesken, Männer, die die Frauenrollen übernahmen und umgekehrt, Parodien, Varietévorstellungen, Minstrel-Show-Adaptionen, Kinderaufführungen, solche mit ausschließlich schwarzer oder katholischer Besetzung, deutsche, jiddische und andere fremdsprachige Versionen sowie Aufführungen auf Booten oder mit Kirchenchören. Bearbeitungen als Notensätze waren beliebt, es gab Puppen und Haushaltsgeräte passend zum Pinafore-Thema, und Bezüge zur Operette fanden sich oftmals in der Werbung, den Nachrichten und anderen Medien. Gilbert, Sullivan und Carte strengten Gerichtsprozesse in den Vereinigten Staaten an und versuchten jahrelang erfolglos, die amerikanischen Aufführungsrechte durchzusetzen oder zumindest einige Lizenzgebühren einzutreiben. Sullivan bedauerte besonders, dass die amerikanischen Eigenproduktionen seine Musik in einer „entstellten Form“ vermittelten. Für ihre nächste Operette, The Pirates of Penzance, suchten sie ihre Ansprüche zu sichern, indem sie die offizielle Uraufführung in New York stattfinden ließen.
Am 24. April 1879 trafen sich Gilbert, Sullivan und Carte, um Pläne für eine eigene Aufführung von Pinafore in Amerika zu treffen. Carte reiste im Sommer 1879 nach New York und traf mit dem Bühnenregisseur John T. Ford Vereinbarungen, um am Fifth Avenue Theatre die erste autorisierte Aufführung von Pinafore zu präsentieren. Im November kehrte er mit Gilbert, Sullivan und einer Gruppe von hervorragenden Sängern wieder nach Amerika zurück, darunter John Handford Ryley als Sir Joseph, Blanche Roosevelt als Josephine, Alice Barnett als Little Buttercup, Furneaux Cook als Dick Deadeye, Hugh Talbot als Ralph Rackstraw und Jessie Bond als Cousine Hebe. Hinzu kamen einige amerikanische Sänger, darunter Signor Brocolini (John Clark) als Captain Corcoran. Alfred Cellier reiste an, um Sullivan zu unterstützen, während sein Bruder François in London blieb, um die dortigen Aufführungen zu leiten.
Die Erstaufführung dieser Pinafore-Inszenierung fand am 1. Dezember 1879 statt, mit Gilbert als Chormitglied. Die Aufführungen liefen den ganzen Dezember lang. Nach einer relativ gutbesuchten ersten Woche nahm die Besucherzahl rapide ab, da die meisten New Yorker bereits Aufführungen von Pinafore gesehen hatten. Diese unerwartete Wendung zwang Gilbert und Sullivan dazu, ihre nächste Operette, The Pirates of Penzance, schnell fertigzustellen und einzuproben. Die Uraufführung fand am 31. Dezember mit großem Erfolg statt. Kurz darauf sandte Carte drei Tourneetheater zur Ostküste und zum mittleren Westen, um Pinafore zusammen mit The Sorcerer und Pirates aufzuführen.

### D’Oyly Cartes Kinderaufführung

Programmankündigung der ersten Aufführung von D’Oyly Cartes Children’s Pinafore, bei der alle Rollen von zehn- bis dreizehnjährigen Kindern gespielt wurden

Die nicht genehmigten Kinderaufführungen von Pinafore waren so beliebt, dass Carte eine eigene Version inszenierte, die ab dem 16. Dezember 1879 vormittags am Opera Comique lief. François Cellier, der den Posten seines Bruders als Cartes Chefdirigent in London übernommen hatte, bearbeitete das Werk für Kinderstimmen. Zwischen den beiden Weihnachtssaisons, vom 2. August 1880 bis zum 11. Dezember 1880, ging die Vorstellung auf eine Provinztournee.
Cartes Kinderaufführung wurde sowohl von Theaterkritikern wie Clement Scott als auch vom Publikum – auch von den Kindern – hoch gelobt. Captain Corcorans Fluch „Damme!“ wurde allerdings in der Kinderfassung beibehalten, was einige Besucher schockierte. Lewis Carroll schrieb dazu später: „eine Schar süßer, unschuldig aussehender Mädchen sang mit heiterem und frohem Blick ‚Er hat verdammt gesagt! Er hat verdammt gesagt!‘ im Chor. Ich kann dem Leser kaum die Qualen beschreiben, die ich dabei empfand, diese lieben Kinder zu sehen, denen solche Worte beigebracht wurden, um abgestumpfte Ohren zu erfreuen … Wie Mr. Gilbert sich dazu herablassen konnte, solchen widerwärtigen Schund zu schreiben, oder Sir Arthur Sullivan seine vornehme Kunst feilbot, dergleichen zu vertonen, ist mir schleierhaft.“

### Weitere Inszenierungen
Nach dem Erfolg des Werks in London sandte Richard D’Oyly Carte unverzüglich Tourneegesellschaften in die britische Provinz. Unter Cartes Aufsicht wurde Pinafore zwischen 1878 und 1888 jährlich von bis zu drei D’Oyly-Carte-Gesellschaften aufgeführt, darunter die erste Wiederaufführung im Jahr 1887. Danach ließ man das Werk vorläufig ruhen und wandte sich von 1894 bis 1900 sowie die meiste Zeit von 1903 bis 1940 wieder dem Tourneerepertoire zu. Gilbert leitete alle Wiederaufführungen bis zu seinem Tod. Danach behielt die D’Oyly Carte Opera Company bis 1962 die ausschließlichen Aufführungsrechte an den Savoy Operas. Dabei hielt sie sich die ganze Zeit eng an Gilberts schriftlich festgehaltene Regieanweisungen und verlangte auch von den Lizenznehmern, diese zu befolgen.
Bis 1908 fanden Wiederaufführungen der Operette in zeitgenössischer Kleidung statt. Danach schufen Kostümbildner wie Percy Anderson, George Sheringham und Peter Goffin viktorianische Kostümentwürfe. Im Winter 1940–1941 wurden das Bühnenbild und die Kostüme der D’Oyly Carte Company für Pinafore und drei weitere Operetten durch deutsche Luftangriffe zerstört. Im Sommer 1947 wurde die Operette in London wieder aufgeführt. Von da an stand sie bis zur Schließung des Unternehmens auf den Saisonprogrammen der D’Oyly Carte Company. Am 16. Juni 1977 wurde Pinafore im Windsor Castle vor Elisabeth II. und der Königsfamilie aufgeführt; dies war die erste Hofsondervorstellung einer Gilbert-und-Sullivan-Operette seit 1891.
Bis zum Auslaufen der urheberrechtlichen Schutzfrist im Jahre 1961 erlaubte die D’Oyly Carte Company keine Inszenierungen der Savoy Operas durch andere professionelle Operngesellschaften, erteilte aber bereits seit dem 19. Jahrhundert zahlreichen Amateur- und Schultheatern Lizenzen. Nach 1961 führten weitere Gesellschaften das Werk in Großbritannien auf. Hierzu zählten Tyrone Guthries Produktion, die zunächst 1960 in Stratford, Ontario sowie am Broadway aufgeführt wurde und anschließend 1962 in London wiederholt wurde, sowie eine Inszenierung der New Sadler’s Wells Opera Company, deren Premiere am 4. Juni 1984 im Sadler’s Wells Theatre stattfand und die auch in New York zu sehen war. Die Scottish Opera, Welsh National Opera und viele andere britische Operngesellschaften führten das Werk auf, darunter auch die wiedergegründete D’Oyly Carte Company von 1990 bis zu ihrer Einstellung im Jahr 2003. Zu den neueren Inszenierungen zählen diejenigen der Carl Rosa Opera Company; die Opera della Luna und andere Gesellschaften führen das Werk weiterhin auf.
Ein Augenzeuge des außerordentlichen Anfangserfolg von Pinafore in Amerika war der Schauspieler J. C. Williamson, der mit D’Oyly Carte die erste autorisierte Aufführung der Operette in Australien vereinbarte. Die Premiere fand am 15. November 1879 am Theatre Royal in Sydney statt. Mindestens bis 1962 bildete das Werk zusammen mit weiteren Savoy Operas einen festen Teil des Programms seiner Gesellschaft. In den Vereinigten Staaten verlor das Werk nie an Beliebtheit. Die Internet Broadway Database listet alleine am Broadway vierzig Produktionen auf. Zu den professionellen Operngesellschaften, die Pinafore weiterhin regelmäßig in den USA aufführen, zählen die Opera a la Carte in Kalifornien, die Ohio Light Opera und die New York Gilbert and Sullivan Players, die jährlich mit der Operette auf Tournee gehen und sie oft in ihre New-York-Saisons aufnehmen.
Seit ihrer Uraufführung ist H.M.S. Pinafore eine der beliebtesten Operetten von Gilbert und Sullivan, und jedes Jahr finden weltweit hunderte Aufführungen des Werks statt. Alleine im Jahr 2003 verlieh die D’Oyly Carte Opera Company 224 Orchesterstimmen-Exemplare, größtenteils für Aufführungen von Pinafore, Pirates und Mikado. Diese Zahl berücksichtigt nicht andere Verleihfirmen und Theatergesellschaften, die ihre Stimmen ausleihen oder eigene besitzen, oder die nur ein bis zwei Klaviere anstatt eines Orchesters verwenden.
Die folgende Tabelle führt die D’Oyly-Carte-Produktionen zu Gilberts Lebenszeit (mit Ausnahme von Tourneen) auf:
| Theater                        | Premiere          | Letzte Aufführung | Anzahl Auff. | Bemerkungen |
| ------------------------------ | ----------------- | ----------------- | ------------ | --- |
| Opera Comique                  | 25. Mai 1878      | 24. Dezember 1878 | 571          | Erste Saison in London. Vom 25. Dezember 1878 bis zum 31. Januar 1879 war das Theater geschlossen.                                        |
| Opera Comique                  | 31. Januar 1879   | 20. Februar 1880  | 571          | Erste Saison in London. Vom 25. Dezember 1878 bis zum 31. Januar 1879 war das Theater geschlossen.                                        |
| Fifth Avenue Theatre, New York | 1. Dezember 1879  | 27. Dezember 1879 | 28           | Offizielle amerikanische Premiere in New York                                                                                             |
| Opera Comique                  | 16. Dezember 1879 | 20. März 1880     | 78           | Kinderfassung, nur Vormittags. Diese Gesellschaft ging vom 2. August bis zum 11. Dezember 1880 auf Provinztournee.                        |
| Opera Comique                  | 22. Dezember 1880 | 28. Januar 1881   | 28           | Kinderfassung, nur Vormittags. Diese Gesellschaft ging vom 2. August bis zum 11. Dezember 1880 auf Provinztournee.                        |
| Savoy Theatre                  | 12. November 1887 | 10. März 1888     | 120          | Erste Wiederaufführung in London. |
| Savoy Theatre                  | 6. Juni 1899      | 25. November 1899 | 174          | Zweite Wiederaufführung in London, zusammen mit Trial by Jury.                                                                            |
| Savoy Theatre                  | 14. Juli 1908     | 27. März 1909     | 61           | Zweite Savoy-Repertoire-Saison. Zusammen mit fünf anderen Opern gespielt; der genannte letzte Spieltag ist derjenige der gesamten Saison. |

### Historische Besetzungen
Die folgenden Tabellen geben die wichtigsten Mitwirkenden an den bedeutenden Produktionen der D’Oyly Carte Opera Company bis zur Schließung der Gesellschaft im Jahr 1982 an.
| Rolle                        | Opera Comique 1878 | New York 1879     | Savoy Theatre 1887 | Savoy Theatre 1899 | Savoy Theatre 1908 |
| ---------------------------- | ------------------ | ----------------- | ------------------ | ------------------ | ------------------ |
| Sir Joseph                   | George Grossmith   | J. H. Ryley       | George Grossmith   | Walter Passmore    | Charles H. Workman |
| Captain Corcoran             | Rutland Barrington | Sgr. Brocolini    | Rutland Barrington | Henry Lytton       | Rutland Barrington |
| Ralph Rackstraw              | George Power       | Hugh Talbot       | J. G. Robertson    | Robert Evett       | Henry Herbert      |
| Dick Deadeye                 | Richard Temple     | J. Furneaux Cook  | Richard Temple     | Richard Temple     | Henry Lytton       |
| Bootsmannsmaat/ Bill Bobstay | Fred Clifton       | Fred Clifton      | Richard Cummings   | W. H. Leon         | Leicester Tunks    |
| Zimmermannsmaat/ Bob Beckett | Mr. Dymott         | Mr. Cuthbert      | Rudolph Lewis      | Powis Pinder       | Fred Hewett        |
| Josephine                    | Emma Howson        | Blanche Roosevelt | Geraldine Ulmar    | Ruth Vincent       | Elsie Spain        |
| Hebe                         | Jessie Bond        | Jessie Bond       | Jessie Bond        | Emmie Owen         | Jessie Rose        |
| Buttercup                    | Harriett Everard   | Alice Barnett     | Rosina Brandram    | Rosina Brandram    | Louie René         |

| Rolle            | D’Oyly Carte Tournee 1915 | D’Oyly Carte Tournee 1925 | D’Oyly Carte Tournee 1935 | D’Oyly Carte Tournee 1950 |
| ---------------- | ------------------------- | ------------------------- | ------------------------- | ------------------------- |
| Sir Joseph       | Henry Lytton              | Henry Lytton              | Martyn Green              | Martyn Green              |
| Captain Corcoran | Leicester Tunks           | Leo Sheffield             | Leslie Rands              | Richard Watson            |
| Ralph Rackstraw  | Walter Glynne             | Charles Goulding          | John Dean                 | Herbert Newby             |
| Dick Deadeye     | Leo Sheffield             | Darrell Fancourt          | Darrell Fancourt          | Darrell Fancourt          |
| Bootsmannsmaat   | Frederick Hobbs           | Henry Millidge            | Richard Walker            | Stanley Youngman          |
| Zimmermannsmaat  | George Sinclair           | Patrick Colbert           | L. Radley Flynn           | L. Radley Flynn           |
| Josephine        | Phyllis Smith             | Elsie Griffin             | Ann Drummond-Grant        | Muriel Harding            |
| Hebe             | Nellie Briercliffe        | Aileen Davies             | Marjorie Eyre             | Joan Gillingham           |
| Buttercup        | Bertha Lewis              | Bertha Lewis              | Dorothy Gill              | Ella Halman               |

| Rolle            | D’Oyly Carte Tournee 1958 | D’Oyly Carte Tournee 1965 | D’Oyly Carte Tournee 1975 | D’Oyly Carte Tournee 1982 |
| ---------------- | ------------------------- | ------------------------- | ------------------------- | ------------------------- |
| Sir Joseph       | Peter Pratt               | John Reed                 | John Reed                 | James Conroy-Ward         |
| Captain Corcoran | Jeffrey Skitch            | Alan Styler               | Michael Rayner            | Clive Harre               |
| Ralph Rackstraw  | Thomas Round              | David Palmer              | Meston Reid               | Meston Reid               |
| Dick Deadeye     | Donald Adams              | Donald Adams              | John Ayldon               | John Ayldon               |
| Bootsmannsmaat   | George Cook               | George Cook               | Jon Ellison               | Michael Buchan            |
| Zimmermannsmaat  | Jack Habbick              | Anthony Raffell           | John Broad                | Michael Lessiter          |
| Josephine        | Jean Hindmarsh            | Ann Hood                  | Pamela Field              | Vivian Tierney            |
| Hebe             | Joyce Wright              | Pauline Wales             | Patricia Leonard          | Roberta Morrell           |
| Buttercup        | Ann Drummond-Grant        | Christene Palmer          | Lyndsie Holland           | Patricia Leonard          |

## Rezeption

### Zeitgenössische Kritik
Die frühen Rezensionen des Werks waren überwiegend positiv. Die damals führende Theaterzeitschrift The Era schrieb:

„Selten waren wir in Begleitung eines fröhlicheren Publikums … [Gilbert und Sullivan] hatten bei vorherigen Anlässen so rechte Belustigung, so neue Formen des Schwanks, so originellen Witz und unerwarte Wunderlichkeit hervorgebracht, dass nichts selbstverständlicher war, als einen Abend voller Vergnügen für das Publikum zu erwarten. Diese Erwartung wurde vollkommen erfüllt. Diejenigen, die an Mr. Gilbert Fähigkeit, die Einbildungskraft durch kuriose Anspielungen und unerwartete Formen des Humors anzuregen, geglaubt hatten, waren mehr als zufrieden, und diejenigen, die Mr. Arthur Sullivans unerschöpfliches melodisches Talent schätzen, waren ebenso befriedigt, während eine große Gruppe von Theaterbesuchern, die sich an brillanter Kleidung und reizenden Bühneneffekten erfreut, entzückt war. Das Ergebnis war demzufolge ‚ein Erfolg, ein spürbarer Erfolg‘ … es gab einige kleine Mängel wie die starke Erkältung, an der Mr. Rutland Barrington [Captain Corcoran] litt, und die seinen Gesang fast verhinderte.“

The Era lobte besonders Emma Howson als Josephine. The Entr’acte and Limelight bemerkte, dass die Operette zwar an Trial by Jury und Sorcerer erinnere, hielt sie aber für unterhaltsam und nannte die Musik „sehr reizvoll. Die sogenannte große Oper durch banale Worte nachzuahmen, ist ein lustiger Einfall.“ Das Blatt lobte außerdem Grossmith als Sir Joseph und stellte mit Belustigung fest, dass er nach den Porträts von Horatio Nelson zurechtgemacht wurde, „und sein gutes Eingangslied“ scheine auf W. H. Smith zu zielen. Das Blatt bemerkte weiterhin, „He Is an Englishman“ sei „eine exzellente Satire auf die Auffassung, dass ein Mann notwendigerweise rechtschaffen sein muss, um Englisch zu sein“. Insgesamt befand es die Vorführung für gut und sagte dem Stück eine lange Spielzeit voraus.
Auch The Illustrated London News schloss, dass die Produktion ein Erfolg war und dass die Handlung, wenn auch trivial, als gutes Medium für Gilberts „beißenden Humor und drollige Satire“ diene. Das Blatt fand, dass vieles „an den gelegentlichen satirischen Angriffen herzliches Lachen hervorrief … Dr. Sullivans Musik ist ebenso lebhaft wie der Text, zu dem sie geschrieben wurde, hier und da mit einem Hauch sentimentalen Ausdrucks … Das Stück ist durchgehend gut gespielt.“ Die britische Daily News, The Globe, The Times – welche besonders Grossmith, Barrington und Everald pries – sowie The Standard stimmten zu, wobei letzterer sich besonders über die Darbietung des Chores erfreut zeigte, der „wirklich zur Realität der Illusion beiträgt“. Der Times zufolge stellte das Werk einen frühen Versuch dar, eine „nationale Musikbühne“ aufzubauen, dessen Libretto frei von gewagten französischen „Unschicklichkeiten“ war, und das ohne die „Hilfe“ von italienischen und deutschen musikalischen Vorbildern auskam.

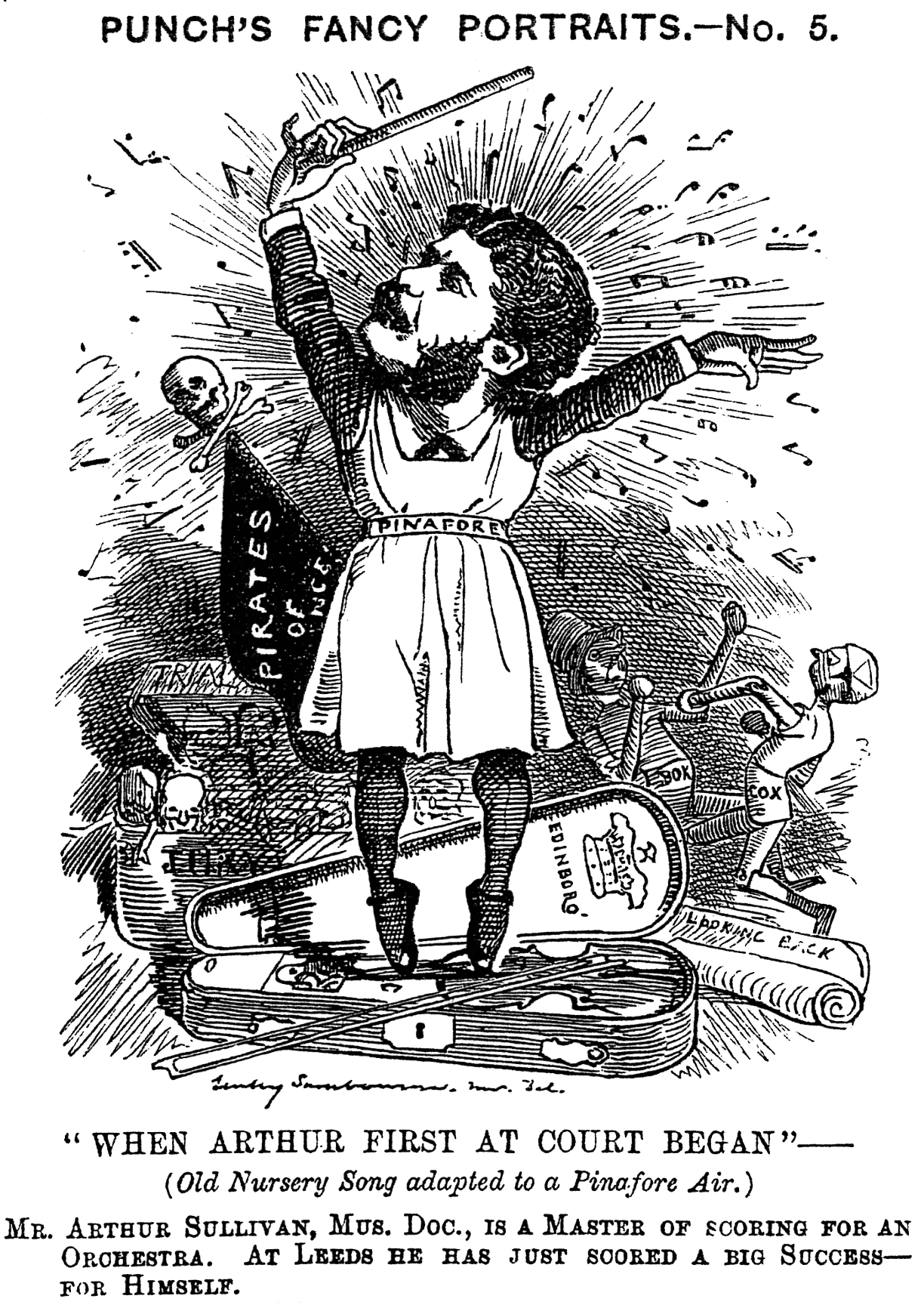
Cartoon aus dem Punch von 1880, der Sullivan für seine Operettenkomposition verspottet

The Daily Telegraph und das Athenaeum nahmen die Operette nur mit verhaltenem Beifall auf. The Musical Times beschwerte sich, dass die andauernde Zusammenarbeit von Gilbert und Sullivan „der künstlerischen Entwicklung beider abträglich“ sei, da, obwohl beim Publikum beliebt, „etwas höheres erwartet wird für das, was man ‚komische Oper‘ nennt“. Die Zeitschrift kommentierte, dass Sullivan „mit dem echten Schlage eines Künstlers begabt ist, der sich erfolgreich entwickeln würde, wenn ihm nur ein sorgfältig gearbeitetes Libretto zur Komposition vorgelegt werden würde“. Das Blatt kam aber zum Schluss, dass es Gefallen an der Operette gefunden hatte: „Nachdem wir nun gewissenhaft unsere Pflicht als Kunstkritiker haben walten lassen, fahren wir sogleich damit fort, zu sagen, dass H.M.S. Pinafore ein amüsantes Stück Extravaganz ist, das bis zum Ende fröhlich durch die Musik vorangetrieben wird.“ The Times und mehrere andere Zeitungen schlossen sich der Ansicht an, dass Sullivan zu höherer Kunst fähig sei. Nur The Figaro war dem Werk völlig abgeneigt. Nach der Veröffentlichung eines Klavierauszugs schloss sich auch eine Rezension in The Academy dem allgemeinen Bedauern an, dass Sullivan so tief gesunken war, Musik für Pinafore zu schreiben, und hoffte, dass er sich Projekten widmen würde, die „seinem großen Können würdiger“ wären. Derartige Kritik begleitete Sullivan bis zum Ende seiner Karriere.
Die vielen unautorisierten amerikanischen Produktionen in den Jahren 1878–1879 waren von sehr unterschiedlicher Qualität, und viele waren Bearbeitungen. Zu den originalgetreueren Inszenierungen zählte diejenige der Boston Ideal Opera Company. Die Gesellschaft engagierte angesehene Konzertsänger und hatte ihre Premiere am 14. April 1879 im Boston Theatre, das 3000 Besuchern Platz bot. Die Kritiker stimmten darin überein, dass die Operngesellschaft ihr Ziel, eine „ideale“ Aufführung zu bieten, erfüllt hätte. The Boston Journal berichtete, dass das Publikum „sich bis zum absoluten Beifall für die Unterhaltung begeisterte“. Die Zeitschrift stellte fest, dass es ein Fehler wäre, Pinafore als Burleske zu betrachten, da das Stück, „wenngleich unwiderstehlich komisch, nicht bouffe ist und mit großer Sorgfalt behandelt werden muss, da ansonsten seine ausgewogenen Proportionen Schaden nehmen würden, und der subtile Charakter des Humors verloren ginge“. Die Zeitung beschrieb die Operette als „klassisch“ in der Ausarbeitung und schrieb, dass ihre „hervorragendste Satire“ darin bestünde, „die Absurditäten [der großen Oper] zu imitieren“. Die Operngesellschaft wurde zu einer der erfolgreichsten Tourneegesellschaften in den Vereinigten Staaten. Die erste Kinderaufführung in Boston war sowohl bei Kindern als auch bei Erwachsenen eine Sensation, und die Saison wurde bis zum Sommer 1879 verlängert. Der Boston Herald schrieb, dass „das große Publikum aus Kindern und deren Eltern einigermaßen außer sich geriet … immer wieder vernahm man gellendes Lachen“.

### Spätere Bewertung
Als Pinafore zum ersten Mal 1887 in London wiederholt wurde, galt das Stück bereits als Klassiker. The Illustrated London News stellte fest, dass die Operette zwar nicht mit neuem Dialog, Witzen oder Liedern angereichert wurde, meinte aber, dass dies wohl am besten sei, da das Publikum die „altehrwürdigen Witze, wie ‚Hardly Ever‘ [vermisst hätte]. Das Savoy hat wieder einmal einen brillanten Erfolg.“ The Theater stimmte zu und bemerkte, dass, weil die Operette „in fast jedem bewohnten Teil dieses Erdballs gehört und überall mit Vergnügen aufgenommen wurde, es kaum Grund gibt, lange auszuschweifen“. Die Zeitschrift nannte die Wiederholung einen „überaus brillanten Erfolg“ und erwartete eine weitere Saison.
Eine originalsprachige Produktion von H.M.S. Pinafore wurde 1887 an der Krolloper in Berlin durch eine Tourneegesellschaft der D’Oyly Carte Company aufgeführt. Die Neue Berliner Musikzeitung beurteilte die Aufführung wie folgt:

„[Das Werk] wurde von dem gefüllten Saale freundlich aufgenommen, erreicht jedoch in keiner Hinsicht den beliebten ‚Mikado‘. Das Textbuch bietet eine dürftige Handlung, deren Verlauf man nach wenigen Scenen errät. Sullivan’s Musik ist gewandt gemacht, durchweg ansprechend und wolklingend, zeigt aber geringe Erfindung; gewisse Rhythmen, die uns aus ‚Mikado‘ und ‚Patience‘ erinnerlich sind, kehren auch hier wieder. Dennoch haben dem Publikum nicht wenige Stücke gefallen […] und mussten auch wiederholt werden. Die Aufführung […] war eine trefflich vorbereitete und lebendige.“

In einer Besprechung der Londoner Wiederaufführung von 1899 rühmte The Athenaeum das Werk, schloss sich aber der Kritik an Sullivan an. Auf der einen Seite klinge „Pinafore … so frisch wie nie. Die Musikwelt ist ernst geworden – sehr ernst – und es ist in der Tat erfrischend, ein fröhliches, lustiges Stück und unprätentiöse Musik zu hören … sie ist sorgfältig gearbeitet, und zeigt in vielerlei Hinsicht höchstes Können“. Auf der anderen Seite schrieb die Zeitschrift, dass, wenn Sullivan ernstere Musik im Stile seiner Sinfonie komponiert hätte, „er noch hochwertigere Ergebnisse geschaffen hätte; genauso fragt man sich bei Pinafore, was der Komponist wohl mit einem ähnlich gestalteten Libretto geleistet hätte, aber einem, das ihm einen größeren Raum zur Verwirklichung seiner Begabung gelassen hätte.“

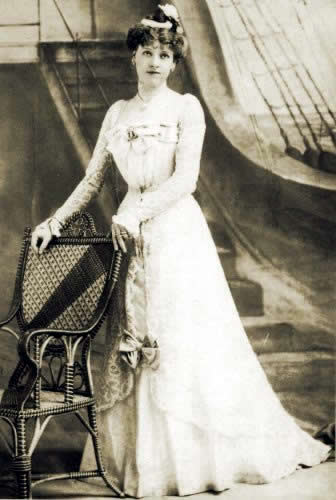
Ruth Vincent als Josephine in einer Wiederaufführung von 1898

1911 schrieb Henry L. Mencken: „Keine andere komische Oper, die je geschrieben wurde – wohl kein anderes Bühnenstück jedweder Art – war so beliebt … Pinafore … wurde mit Erfolg aufgeführt, wo immer es Opernhäuser gibt – von Moskau bis Buenos Aires, von Cape Town bis Shanghai, in Madrid, Ottawa und Melbourne, ja selbst in Paris, Rom, Wien und Berlin.“ Nach dem Tode Gilberts und Sullivans behielt die D’Oyly Carte Opera Company die ausschließlichen Aufführungsrechte in Großbritannien bis 1962. Die meiste Zeit des Jahres organisierte sie Tourneen, und ab 1919 führte sie oft eine viermonatige Saison in London durch. The Times gab der Londoner Inszenierung von 1920 eine glänzende Kritik, schrieb, dass das Publikum „hingerissen“ war, und bedauerte, dass Pinafore nur zwei Wochen lang spielte. Die Zeitung lobte die Besetzung und den „prächtigen“ Chor. Sie schloss damit, dass die Operette einen „ausgelassenen Höhepunkt der Saison“ darstelle. Zwei Jahre später veröffentlichte das Blatt einen noch enthusiastischeren Bericht der Aufführungen während der Saison, nannte Derek Oldham einen „idealen Helden“ als Ralph, nahm zur Kenntnis, dass Sydney Granville mit seinem Lied „einigermaßen stürmischen Beifall erntete“ und dass Darrell Fancourt als Deadeye „ein bewundernswert ausdauerndes Stück Karikatur“ darstellte. Die Inszenierung der Operngesellschaft im Jahr 1961 wurde ähnlich positiv bewertet.
1879 erlangte J. C. Williamson die ausschließlichen Aufführungsrechte für Pinafore in Australien und Neuseeland. Seine erste Produktion erntete den Beifall des Publikums und der Kritiker. Williamson spielte Sir Joseph und seine Frau, Maggie Moore, Josephine. Der Sydney Morning Herald lobte die Aufführung und die Darsteller und nannte die Inszenierung, obwohl „strotzend vor Spaß“, würdig und präzise. Viele Nummern wurden als Zugabe gespielt, und das „riesige Publikum … spendete reichlich Gelächter und Applaus“. Williamsons Gesellschaft fuhr bis in die 1960er Jahre erfolgreich damit fort, Pinafore in Australien und Neuseeland sowie auf Tourneen aufzuführen.
In den Vereinigten Staaten, wo die Aufführungsrechte nie gültig waren, wurde Pinafore weiterhin sowohl von professionellen Operngesellschaften als auch von Laien aufgeführt. In einer Rezension von 1914 bezeichnete The New York Times eine großangelegte Produktion im 6000 Personen fassenden New York Hippodrome als „königliche Unterhaltung“. Die Operette war in ein „Mammutspektakel“ umgewandelt worden, zu dem ein hundertköpfiger Chor gehörte. Das bekannte künstliche Wasserbecken wurde zum realistischen Hafen umgewandelt, von dem aus Buttercup in einem Boot zur dreimastigen Pinafore ruderte, und Dick Deadeye wurde später tatsächlich mit lautem Platschen über Bord geworfen. Die Times lobte den innigen Gesang, fand aber, dass manche Feinheit verloren ginge, wenn der Dialog „fast geschrien“ werden müsse. Die Aufführung wich in mancher Hinsicht von Original ab, so etwa wurde Musik aus anderen Werken Sullivans eingefügt. Die Zeitung schloss damit, dass „die leichte Satire von Pinafore so unterhaltsam ist, weil sie universell ist“. Das Blatt nannte außerdem Winthrop Ames’ beliebte Broadway-Produktionen der Operette in den 1920er und 1930er Jahren „spektakulär“. Moderne Inszenierungen in den Vereinigten Staaten werden im Allgemeinen weiterhin positiv aufgenommen. Zur Saison 2008 der New York Gilbert and Sullivan Players im New York City Center schrieb die New York Times: „Die von Gilbert angesprochenen Themen – Klassenunterschiede, anmaßender Nationalismus und inkompetente Behörden – bleiben relevant, so absurd sie auch dargestellt werden. Doch der bleibende Reiz von Pinafore und [den anderen Savoy Operas] hat eher mit ihrem unerreichten sprachlichen Genie und Sullivans reichlichem Angebot an süchtig machenden Melodien zu tun“.

## Aufnahmen
Seit 1907 gibt es Tonträger-Aufnahmen der Musik aus Pinafore; Ian Bradley zählte im Jahr 2005 17 CD-Einspielungen der Operette. Die Aufnahme von 1930 ist insofern bemerkenswert, als die damaligen Stars der D’Oyly Carte Opera Company mitwirken. Häufig gelobt wurde die D’Oyly-Carte-Aufnahme von 1960, die den gesamten Dialog enthält. Die Aufnahme von 1994 unter der Leitung von Charles Mackerras, bei der bekannte Opernsänger die Hauptrollen besetzen, wurde als musikalisch herausragend befunden. Eine neuere D’Oyly-Carte-Einspielung der Operette inklusive Dialog aus dem Jahr 2000 ist die erste, die die lange verschollene Ballade „Reflect, my child“ für Captain Corcoran enthält. Eine dänische Einspielung aus dem Jahr 1957 zählt zu den wenigen professionellen Aufnahmen von Gilbert und Sullivan in fremder Sprache.
1939 wurde Pinafore von der National Broadcasting Company als eine der ersten Opern im amerikanischen Fernsehen übertragen, allerdings ist keine Aufzeichnung der Sendung bekannt. Ein Video einer Aufführung der D’Oyly Carte Opera Company aus dem Jahr 1973 zählt zu den insgesamt drei Videoaufzeichnungen, die die Gesellschaft von ihren Produktionen machte. Das 1982 erschienene Video aus der Brent-Walker-Productions-Reihe von Gilbert und Sullivan wird in Besprechungen zu den schlechtesten der Serie gezählt. Das International Gilbert and Sullivan Festival bietet mehrere Videoaufzeichnungen ihrer Aufführungen an.
Auswahl von Aufnahmen:
- 1922 D’Oyly Carte – Leitung: Harry Norris and G. W. Byng
- 1930 D’Oyly Carte – London Symphony Orchestra; Conductor: Malcolm Sargent
- 1949 D’Oyly Carte – Leitung: Isidore Godfrey
- 1958 Sargent/Glyndebourne – Pro Arte Orchestra, Glyndebourne Festival Chorus; Leitung: Sir Malcolm Sargent
- 1960 D’Oyly Carte (mit Dialog) – New Symphony Orchestra of London; Leitung: Isidore Godfrey
- 1972 G&S for All – G&S Festival Chorus & Orchestra; Leitung: Peter Murray
- 1973 D’Oyly Carte (Video) – Leitung: Royston Nash
- 1981 Stratford Festival (Video) – Leitung: Berthold Carrière; Regie: Leon Major
- 1987 New Sadler’s Wells Opera – Leitung: Simon Phipps
- 1994 Mackerras/Telarc – Orchestra and Chorus of the Welsh National Opera; Leitung: Sir Charles Mackerras
- 1997 Essgee Entertainment (Video; Bearbeitung) – Leitung: Kevin Hocking
- 2000 D’Oyly Carte (mit Dialog) – Leitung: John Owen Edwards

## Übersetzungen
Erste deutschsprachige Produktionen von H.M.S. Pinafore wurden von deutschen Einwanderern in den Vereinigten Staaten organisiert; 1879 etwa führte die Germania Theater Company von Philadelphia Ihrer Majestät Schiff Pinafore, oder, Die Seemannsbraut auf. Großen Erfolg hatte eine Produktion in Pennsylvania Dutch, die 1882 und 1883 in mehreren Städten in Ost-Pennsylvania aufgeführt wurde, und die 1901 und 1910 wieder aufgenommen wurde. Die 1882 und 1901 veröffentlichten Textbücher legen nahe, dass der Reiz dieser Version in der humorvollen Mischung von Dialektsprache und Englisch lag. Eine solche „polyglotte“ Bearbeitung war möglich, da das Publikum bereits die englische Version kannte.
Obwohl die Savoy Operas mehr Erfolg in Deutschland als in jedem anderen nicht-englischsprachigen Land hatten, wurde H.M.S. Pinafore im Vergleich zu The Mikado nur selten aufgeführt. Eine Bearbeitung von Pinafore für die deutsche Bühne durch Ernst Dohm wurde 1882 am Friedrich-Wilhelmstädtischen Theater in Berlin unter dem Titel Amor an Bord aufgeführt. Wie zeitgenössische Quellen berichteten, scheiterte die Aufführung „an der Schwierigkeit, in Deutschland auf der Bühne etwas wie politische Karikatur darzubieten“. Die unlizenzierte Übersetzung erschien ein Jahr später im Verlag Henry Litolff als Partitur. Es handelt sich dabei um die erste veröffentlichte Partitur einer Gilbert-und-Sullivan-Operette.
Der Organisator der D’Oyly-Carte-Tourneen in Deutschland, Dr. C. Carlotta (Siegfried Ehrenberg), veröffentlichte eine nach eigener Angabe „möglichst originalgetreue“ Übersetzung des Werks unter dem Titel I.M.S. Pinafore, oder, Die Maid, die einen Matrosen liebte. 1948 regte Bertolt Brecht den jungen Dramatiker Gerd Salmen dazu an, das Werk zur Übung in die deutsche Sprache zu übersetzen. Salmen lehnte ab, fertigte aber später eine eigene Nachdichtung des Werks unter dem Titel HMS „Pinafore“ oder Die Liebe der Kapitänstochter an. Weitere deutsche Libretti wurden von Charles Lewinsky sowie Stefan Troßbach verfasst.
Als sehr erfolgreich erwies sich die dänische Übersetzung des Werks, die in den 1950er Jahren über 100 mal vor „vollbesetzten Rängen“ in Kopenhagen aufgeführt wurde.
Die folgende Tabelle listet bisherige professionelle Aufführungen von H.M.S. Pinafore in Deutschland auf.
| Datum           | Titel                                    | Übersetzer                                                  | Aufführungsort                               |
| --------------- | ---------------------------------------- | ----------------------------------------------------------- | -------------------------------------------- |
| 1882            | Amor an Bord                             | Ernst Dohm                                                  | Berlin, Friedrich-Wilhelmstädtisches Theater |
| 26. Nov. 1887   | H.M.S. Pinafore                          | Originalsprachige Aufführung durch die D’Oyly Carte Company | Berlin, Krolloper                            |
| 28. Jan. 1888   | H.M.S. Pinafore                          | Originalsprachige Aufführung durch die D’Oyly Carte Company | Hamburg, Thalia-Theater (?)                  |
| 26. Mai 1974    | Matrosenliebe                            | Charles Lewinsky                                            | Staatstheater Kassel                         |
| um 1983         | H.M.S. Knitterbüx oder Die Seemannsbraut | Stefan Troßbach                                             | Hamburg, Ascot-Musiktheater                  |
| 1.–5. Jan. 2004 | H.M.S. Pinafore                          | -                                                           | Theater Regensburg (Konzertaufführung)       |

## Einfluss und Verarbeitung
Den größten Einfluss hatte Pinafore auf die Entwicklung des Musicals. Theaterhistoriker John Kenrick zufolge wurde Pinafore „zu einer internationalen Sensation, die das kommerzielle Theater in England sowie in den Vereinigten Staaten neu formte.“ Musikforscher Andrew Lamb ist der Auffassung, dass „der Erfolg von H.M.S. Pinafore im Jahr 1879 die britische komische Oper in der gesamten englischsprachigen Welt zu einer festen Größe neben der französischen opéra bouffe machte“. Laut Historiker John Bush Jones beweisen Pinafore und die anderen Savoy Operas, dass das Musical „aktuelle gesellschaftliche und politische Probleme behandeln kann, ohne den Unterhaltungswert einzuschränken“ und dass sie das Vorbild für eine neue Art des musikalischen Bühnenwerks, des „integrierten“ Musicals, darstellen würden, in dem „Gesang, Text und Musik zu einem geschlossenen Ganzen kombiniert werden“. Er fügt hinzu, die „unerreichte … Beliebtheit brachte eine amerikanische Zielgruppe für Musicals hervor, während die Inszenierung selbst in Bezug auf Gestaltung, Inhalt und sogar Zielsetzung ein Vorbild für … spätere Musicals lieferte, insbesondere für gesellschaftlich relevante Musicals“. Die Beliebtheit des Werks führte außerdem zu Musical-Adaptionen, zu Musicals, deren Handlung eine Aufführung von Pinafore beinhaltet, sowie zu anderen, die die Operette parodieren oder die Musik neu arrangieren.

### Adaptionen

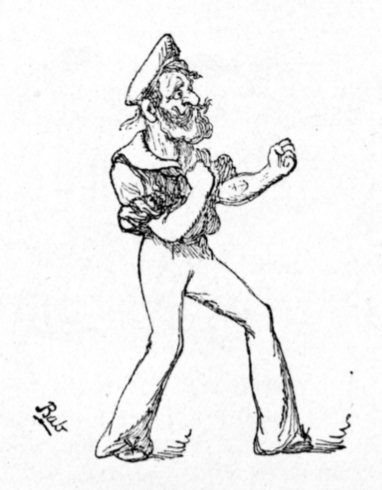
Illustration von Gilbert zum Lied „A British Tar“

H.M.S. Pinafore wurde oft adaptiert. 1909 schrieb W. S. Gilbert ein von Alice Woodward illustriertes Kinderbuch mit dem Titel The Pinafore Picture Book, das die Geschichte von Pinafore erzählt und einige Zusammenhänge schildert, die nicht im Libretto enthalten sind. Seitdem erschienen weitere Kinderbücher, die Pinafore nacherzählen oder Figuren und Ereignisse aus der Operette verwerten.
Eine frühe kanadische Bearbeitung von H.M.S. Pinafore durch William H. Fuller, die den Titel H.M.S. Parliament trägt, basiert auf Sullivans Musik. Das Stück, das die damaligen kanadischen Politiker verspottete, wurde 1878 uraufgeführt und erlangte große, wenn auch nur kurzzeitige, Beliebtheit. Zu den zahlreichen Musical-Adaptionen von Pinafore zählt George Simon Kaufmans Broadway-Musical Hollywood Pinafore von 1945, das Sullivans Musik verwendet. Dieses Musical wurde mehrmals neu aufgeführt, darunter 1998 in London. Bei einer weiteren Broadway-Adaption von 1945, Don Walkers Memphis Bound!, wirkten Bill Robinson und eine durchgehend schwarze Besetzung mit. 1940 lieferte die American Negro Light Opera Association eine Produktion vor karibischer Kulisse unter dem Titel Tropical Pinafore.
Eine jiddische Bearbeitung von Pinafore, genannt Der Shirtz, wurde 1952 von Miriam Walowit für die Hadassah-Gruppe aus Brooklyn geschrieben, und zwölf der Lieder wurden auf Schallplatte aufgenommen. Angeregt durch diese Aufnahme forderte in den 1970er Jahren Al Grand die Gilbert and Sullivan Long Island Light Opera Company dazu auf, diese Lieder aufzuführen. Später übersetzte er zusammen mit Bob Tartell die verbliebenen Nummern, und seitdem wurde diese Adaption unter dem Namen Der Yiddisher Pinafore mehr als zwei Jahrzehnte lang aufgeführt.
1997 führte Essgee Entertainment eine bearbeitete Version von Pinafore in Australien und Neuseeland auf, die seitdem mehrmals wiederholt wurde. Eine weitere Musical-Adaption ist Pinafore! (A Saucy, Sexy, Ship-Shape New Musical) des Amerikaners Mark Savage. Sie wurde neun Monate lang ab 2001 am Celebration Theater in Los Angeles mit großem Erfolg aufgeführt und 2003 in Chicago und New York wiederholt. In dieser Bearbeitung enthält die Besetzung nur eine Frau; alle anderen Künstler sind mit einer Ausnahme homosexuell. Zahlreiche Interpretationen der letzten Jahrzehnte verwenden ein Star-Wars- oder Star-Trek-artiges Bühnenbild.

### Weitere Bezugnahmen

Computerbildschirm aus dem Film Star Trek: Der Aufstand

Die Lieder aus Pinafore wurden oft in der Literatur, im Film, in Fernsehserien und anderen Medien als Pastiche aufgegriffen. Ein Beispiel ist Allan Shermans Version von „When I Was a Lad“ auf seinem Album My Son, the Celebrity, in dem er vom Aufstieg eines Studenten einer Ivy-League-Universität zum erfolgreichen Geschäftsmann erzählt. Das Lied wurde außerdem von der britischen Abgeordneten Virginia Bottomley als politische Satire gegen Tony Blair aufgegriffen. Literarische Bezugnahmen auf Pinafore finden sich in Jerome K. Jeromes Erzählung Drei Mann in einem Boot, in dem Harris versucht, „When I Was a Lad“ zu singen. Ein anderes Beispiel ist Isaac Asimovs Kurzgeschichte Runaround aus Ich, der Robot, in der ein Roboter einen Auszug aus „I’m Called Little Buttercup“ singt. In der Episode „Am Kap der Angst“ aus der 5. Staffel der Fernsehserie Die Simpsons bittet Bart seinen Gegner Tingeltangel-Bob, die gesamte Operette (in der deutschen Übersetzung: „die Hymne der Pinafore“) zu singen. In The West Wing – Im Zentrum der Macht führt ein Streit um „He is an Englishman“ durch die gesamte Episode die auch ihren Namen aus dem Lied bezieht.
In den letzten Jahrzehnten wurde die Musik aus Pinafore gelegentlich dazu verwendet, um Filmen eine zeitgenössische Atmosphäre zu verleihen. Ein prominentes Beispiel ist der historische Sportlerfilm Die Stunde des Siegers (1981), in dem der Protagonist Harold Abrahams und andere Studenten „He Is an Englishman“ singen. Im Spielfilm Peter Pan (2003) singt eine Familie „When I Was a Lad“. Im Westernfilm Wyatt Earp (1994) trifft der Sheriff seine zukünftige Frau, als sie in einer frühen Aufführung von Pinafore spielt. Die Filmbiografie The Story of Gilbert and Sullivan (1953) verwendet ebenfalls Musik aus Pinafore. Das Lied „A British Tar“ wird im Indiana-Jones-Film Jäger des verlorenen Schatzes (1981) und in Star Trek: Der Aufstand (1998) gesungen. Der Thriller Der gute Hirte (2006) enthält eine Szene mit einer Universitätsaufführung von Pinafore. Im Thriller Die Hand an der Wiege (1992) werden mehrere Lieder aus der Operette gesungen. Im Jugenddrama The Last Song (1988) führt eine Schulklasse Pinafore auf.